# 小林旭
小林 旭（こばやし あきら、1938年〈昭和13年〉11月3日 - ）は、日本の俳優、歌手。本名は同じ。身長180cm、体重98kg、血液型はAB型。特技は柔道（五段）、ゴルフ。愛称は「マイトガイ」。「銀幕のスター」の最後の世代。

## 来歴・人物
東京市世田谷区（現・東京都世田谷区）出身。東宝、新東宝、文化映画の照明技師だった父と、小唄・端唄の師匠だった母との間に生まれる。
4歳の時に劇団東童に入り、1944年（昭和19年）、小学校1年生で三越劇場の劇団公演『青い鳥』で初舞台を踏む。1954年（昭和29年）、目黒高等学校在学中に東童の子供たちを日活へ引率した際、プロデューサーの茂木了次に声をかけられ日活のエキストラとなる。1955年（昭和30年）に高校卒業、明治大学文学部に進むも中退。エキストラをしながら1956年（昭和31年）の第3期日活ニューフェイスに合格し、同年10月封切りの川島雄三監督映画『飢える魂』で正式にデビューした。1957年、『青春の冒険』で初主演を務めた。1958年（昭和33年）、石原裕次郎と共演した『錆びたナイフ』での演技が評価され、同年の『絶唱』は初期の代表作となった。1959年（昭和34年）、映画『南国土佐を後にして』がヒットし、石原裕次郎と並ぶ日活を代表するスターとなる。以降、映画『渡り鳥シリーズ』、『旋風児シリーズ』、『流れ者シリーズ』などに出演、石原裕次郎らとともに日活の黄金時代を築く。
1958年（昭和33年）、日本コロムビアより「女を忘れろ」で歌手デビューした。同曲は小林によると、80万枚くらい売れただろうとのことである。第二弾のレコード「ダイナマイトが百五十屯」がヒットし、ダイナマイトのマイトの部分だけを取って、マイトガイと命名される。以降、映画の『ギターを持った渡り鳥』、映画『銀座旋風児（ぎんざマイトガイ）』などの主題歌、挿入歌を歌い、ヒットさせる。また、「自動車ショー歌」、「恋の山手線」などのコミックソング、「昔の名前で出ています」、「熱き心に」などの歌謡曲作品も歌っている。これらの楽曲を独特な高音を交えた歌唱で歌うことから、「アキラ節」とも呼ばれている。
映画『ギターを持った渡り鳥』など、『渡り鳥シリーズ』のコミカルな役を真剣に演じることで、人気シリーズに成長させた。1960年（昭和35年）頃、映画での共演をきっかけに浅丘ルリ子と同棲、結婚を考えていたが、浅丘の父の猛反対により断念し、関係を解消した。

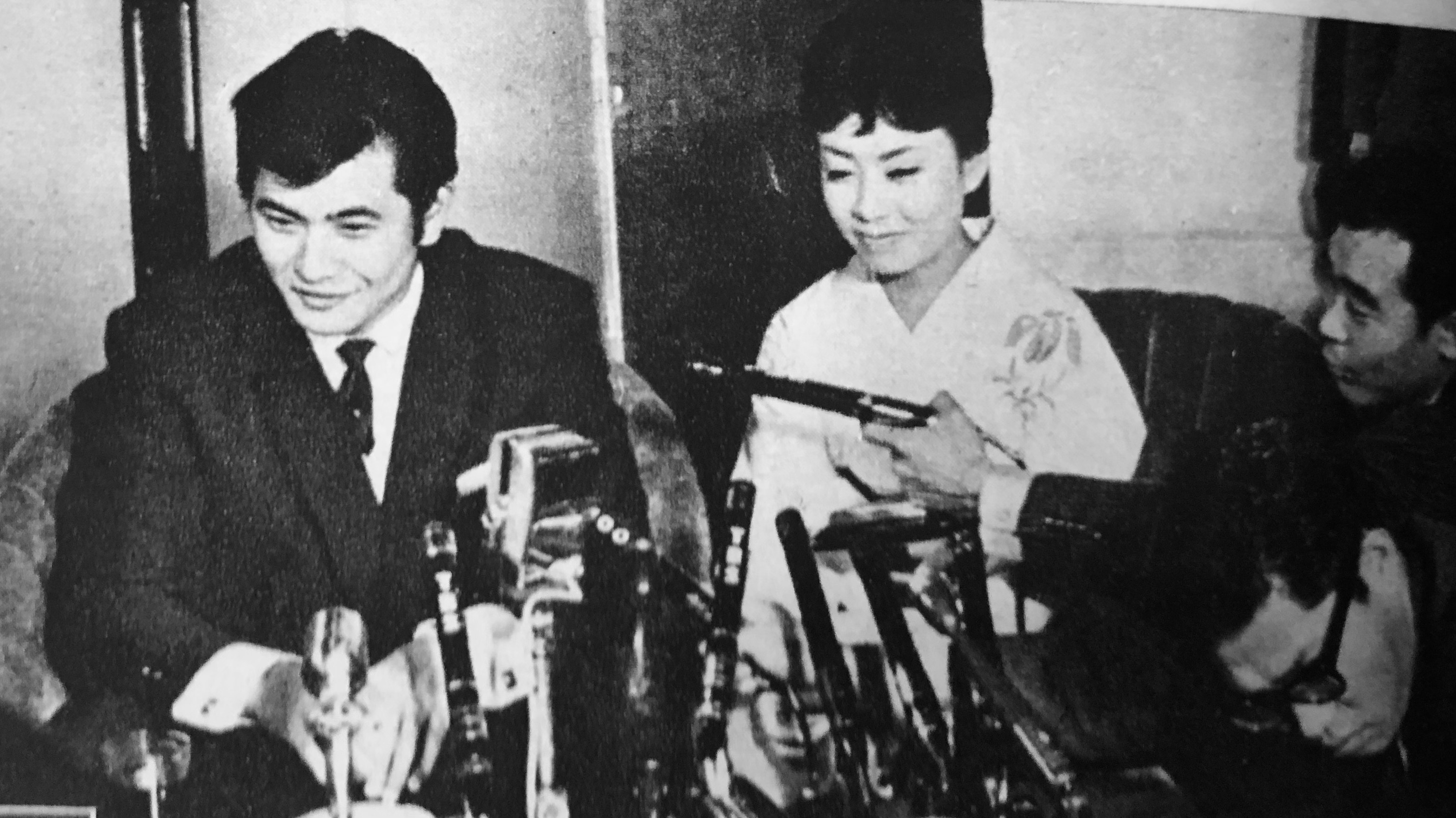
1962年5月29日、小林と美空ひばりは婚約発表した。

その後、美空ひばりと雑誌での対談をきっかけに交際を始める。結婚などはまだ考えていなかったが、ひばりの意を汲んだ父親代わりの山口組三代目・田岡一雄から強引に頼まれ拒めず、1962年（昭和37年）5月29日、ひばりとともに会見を開き、婚約発表した。同年11月5日、日活国際ホテルで挙式した。「（結婚生活では）ひばりは懸命によき妻を演じようとし、女としては最高だった」と『徹子の部屋』で述懐している。小林とひばりは、ひばりの母の反対で戸籍上は入籍していない事実婚で、戸籍上はひばりは生涯独身であった。
1964年（昭和39年）に事実婚を解消。会見の2日前にひばり親子から頼まれた田岡が小林に「ひばりをみなさんに返してやりや」と引導を渡され、逆らうことは出来なかったと自著で述べている。記者会見は別々に開かれ、小林の会見には田岡と菱和プロ社長・嘉山登一郎が同席した。小林は「本人同士が話し合わないで別れるのは心残りだが、和枝（ひばりの本名）が僕と結婚しているより、芸術と結婚したほうが幸せになれるのなら、と思って、理解離婚に踏み切った」と説明。この「理解離婚」という言葉は当時流行語となった。また「未練はいっぱいある。皆さんの前で泣きたいくらいだ」と自身の本意でなかったと語っている。
1964年（昭和39年）、クラウンレコードへ移籍し、1967年（昭和42年）には女優の青山京子と再婚。長女の真実と長男の一路の二子に恵まれる。1968年には主宰する会社であるアロー・エンタープライズで、『赤道を駈ける男』を製作した。
日活が業績悪化していた1971年（昭和46年）、自らが主宰するアロー・エンタープライズが製作したテレビドラマ『ターゲットメン』（NET系）に出演し、得意のアクションを披露したが、事業の失敗により“14億円もの債務”を背負う。同年『暴力団・乗り込み』への出演を最後に日活を正式に離れた。
1972年（昭和47年）に東映に移籍。1973年（昭和48年）より映画『仁義なき戦い』シリーズの『仁義なき戦い 代理戦争』、『仁義なき戦い 頂上作戦』、『仁義なき戦い 完結篇』の武田明役で出演。『日本暴力列島 京阪神殺しの軍団』などの東映実録映画や1978年（昭和53年）、『多羅尾伴内』のリメイク作に出演した。シリーズ化する予定であったが、2作目が興行不振となり打ち切られた。1976年、自身の会社である、旭日総業、アロー・エンタープライズが倒産した。
1977年（昭和52年）、1975年に発売されていたレコード『昔の名前で出ています』が2年を経て大ヒット、『第28回NHK紅白歌合戦』（NHK総合・ラジオ第1）に初出場、1996年（平成8年）までに7回『紅白』に出場した。
1980年（昭和55年）、『旅がらす事件帖』（関西テレビ制作フジテレビ系）でテレビ時代劇初主演を飾ると同時に、主題歌「みだれ雲」を歌い、話題となった。翌年の1981年（昭和56年）には、『旅がらす事件帖』と同じスタッフによる『幻之介世直し帖』（日本テレビ系）に出演。主題歌「思いやり」を歌うと同時に、最終回（第24話）では、乾幻之介役の小林自ら監督も手掛けた。
同年、レコード会社をポリドールへ移籍し、1985年（昭和60年）に小林の大ファンでもあった大瀧詠一が小林のために書き下ろした（作詞は阿久悠）「熱き心に」が大ヒットし、1986年（昭和61年）第15回FNS歌謡祭（フジテレビ系）最優秀歌唱賞を受賞。同年『第37回NHK紅白歌合戦』（NHK総合・ラジオ第1）に2回目の出場を果たす。2002年（平成14年）には大瀧の企画・監修による4枚組CDが発売された。
1988年（昭和63年）、『春来る鬼』で映画監督としてデビューするも、興業は不振であった。その後1992年（平成4年）『修羅の伝説』で俳優業に復帰、翌年にはNHKの大河ドラマ『琉球の風』（NHK総合）にも出演した。1995年、デビュー40周年記念に読売テレビのドラマ『寝たふりしてる男たち』に出演した。2003年には『首領（ドン）への道』に出演したが、以降映画への出演は無い。
2004年（平成16年）、芸能生活50周年を記念し、石原裕次郎や美空ひばりとのことなど、それまでの人生について綴った『熱き心に』を出版した。
2006年（平成18年）、本人をモチーフにしたパチンコ機「CR渡り鳥AKIRA」が登場した。
2007年（平成19年）2月23日、日本プロゴルフ協会（PGA）から、川上哲治、羽佐間正雄らとともにPGA名誉会員（2006年に制定）に認定される。名誉という肩書きではあるが、実際にプロの試合に出て賞金を稼ぐことも可能である。プロとしてシニアツアーに2007年に1試合、2008年（平成20年）は4試合に出場したが、暴力団のゴルフコンペに参加したと報じられたため、同年にPGA名誉会員の資格を辞退した。
2007年（平成19年）4月、インディーズのレコード会社UKプロジェクト内に自身のレーベルである「マイトガイレーベル」を設立。マイトガイレーベル第1弾CDとなる、本人の作詞・作曲による新曲「折紙人生」が、NHK『ラジオ深夜便』（NHKラジオ第1・FM）の7月から9月の「深夜便の歌」として採用される。また、同7月には大阪新歌舞伎座で舞台『無法松の一生』にて20年ぶりの座長公演を務めた。
2014年（平成26年）3月19日から開幕した主演舞台「熱き心で突っ走れ」で織田信長を演じ、浅丘ルリ子と1969年の映画『地獄の破門状』以来となる共演を果たした、この時、小林演じる織田信長の母親役で出演予定だった東てる美によって、「座長の小林さんから数々の暴言やいじめまがいの演技指導を受け、初日の4日前に一方的に降板させられた。人権無視だ」とフェイスブックで明かされた。東は15日夜に制作側から降板を告げられ、「小林さんからの謝罪はありません」「今までの女優人生で最悪の出来事。クビなら補償しなければならないが、私の都合で降りたならその必要もない。小林さんのやり方はあまりにも汚い」と取材してきた各マスコミに答えている。同作のために東は4か月間スケジュールを押さえており、補償などについて主催者側と交渉。小林の所属事務所は「その件についてはコメントできません」としている。
2017年（平成29年）10月5日、フジテレビ系『バイキング』にて、芸能生活で初めてコメンテーターという立場でのテレビ出演を果たした。
その後は、FOSゴルフ指導者マスターライセンスを取得し、国際スポーツ振興協会の専属プロ、日本ゴルフ指導者協会副総裁の肩書を持っていた。
2020年6月16日、YouTubeにて小林旭マイトガイチャンネルを設立した。
2024年（令和6年）、第47回日本アカデミー賞会長功労賞を受賞した。
2024年5月4日、モンゴル観光大使に任命された。
2024年9月中旬、自宅階段で転倒し、肋骨2本にひび、座骨などを圧迫骨折し全治3か月のけが。。

## エピソード
1960年代、日活全盛期には香港、台湾など東南アジア諸国でも大変な人気を得ていたことから、映画監督のジョン・ウー、ジャッキー・チェンらは小林の大ファンであるといい、彼らの映画にも大きな影響を与えた。ジャッキーはかつて欲しい物をインタビューアーに質問され、「小林のサインが何より欲しい」と答えたこともある。
萩原健一は、小林と勝新太郎について「世間を知っていて、こよなく人が良い。本当に優しい人です」と著書で語っている。
歌手デビューのきっかけは、映画『孤獨の人』の撮影時に、現場で西河克己監督が歌を歌える生徒役がいないかと声をかけたところ、小林が「木曽節」を歌い、そのあまりのうまさに現場が静まりかえったことがあり、たまたまそこにいたディレクターが目を付け、翌年にコロムビアからデビューが決まった。
ある映画の撮影で、小林が崖から飛び降りる場面で代役のスタントマンが大怪我をした。病院に小林が見舞いに行くと病室から「痛ぇ痛ぇ」と聴こえてきたのを耳にして、以来スタントマンを用いずにアクションはすべて自分がやるものとした。
映画『南国土佐を後にして』の撮影では、主人公が博打においてダイスを振って縦一列に並べる場面があり、その撮影には何度も失敗するだろうと長巻のフィルムが用意されたが、小林は二度目にして成功する。共演者の西村晃は驚きのあまりしばらく言葉が出なかったという。
14億もの債務の一因として、ゴルフ場を経営したことも要因であった。自らもゴルフ好きだった小林は、1974年、茨城県水戸市の「御前山カントリークラブ」を運営する旭日総業を設立。しかし翌年には用地買収費などがかさんだことから、経営難になった。1976年3月にはゴルフ事業から手を引き、負債を芸能プロダクションに肩代わりしてもらったが、そのプロダクションも同年11月に破綻。多額の借金を背負うこととなった。一説には「プロでも攻略に困るコースを作ろう」と乗り気だったが、それが災いして、客から敬遠されるゴルフ場となったという。
この借金騒動の記者会見の際、とある記者から「そう言えば、小林さんは新曲が出てましたよね？」と問われ、それが「昔の名前で出ています」だったことから、ジワジワと人気が出だし、小林自身もキャバレー周りなどを拒まずに営業したことから、ヒット曲となった。小林は、このヒットで借金返済が可能になったと2004年9月12日・9月19日放送の『いつみても波瀾万丈』（日本テレビ系）で述懐した。
美空ひばりと結婚していたころ、一緒に清川虹子の自宅へ遊びに行き、そこには田岡一雄や江利チエミや高倉健もいた。酔った小林は高倉に自分の腕時計をプレゼントしようとしたが断られ、当時の小林は映画スターとして高倉より格上だったこともあり、出した以上は引けないから受け取ってくれと迫り、高倉を困らせてしまう。「健さん、もらっとき。気にせんでええ。旭にはワイのをやるよってな」とその場にいた田岡が助け舟を出し、険悪になりかかった雰囲気を丸く収めてもらった。
後藤組組長とのゴルフ、柳川次郎組長から時計をもらった話、山口組三代目・田岡組長とは叔父・甥の関係を結びカフスをもらった話などを、自ら堂々と公表している。
新宗教ワールドメイトの教祖深見東州から、2007年開催の「PGA HANDA CUP フィランスロピーシニアトーナメント」に招待されたことをきっかけに交友があり、普段から親しい仲であるという。2008年に、深見が作詞・作曲した『ジダンダ!』ほか8曲を提供し、週間HIT 演歌／歌謡曲USENチャートで1位を記録する（2009年の年間リクエストは28位)。2009年開催の「小林旭 デビュー55周年記念 ラスト・ドリームコンサート 〜男の友情は固く、強く〜」や深見のコンサートで共演している。
ダウンタウンは『ダウンタウンDX』（よみうりテレビ制作日本テレビ系）1,000回記念会見でこれまでで最も怖かったゲストに、2人そろって小林を挙げた。
2017年10月5日放送分のフジテレビ系『バイキング』に出演した際、米ラスベガスで起きた銃乱射事件についてコメントする中で、かつては日本映画の撮影でも実弾が用いられたことがあったと明かした。「散弾銃なんてのは、5号だとか7号だとかって撃つのは当たり前だった」と振り返った小林。「だから我々は『映画の中で本物の銃を使っただろう』って警視庁からお呼びが掛かって、銃刀法で不法所持だって、1晩2晩、警視庁で取り調べを受けた」と明かし、出演者たちを驚愕させた。

## 出演

### 映画

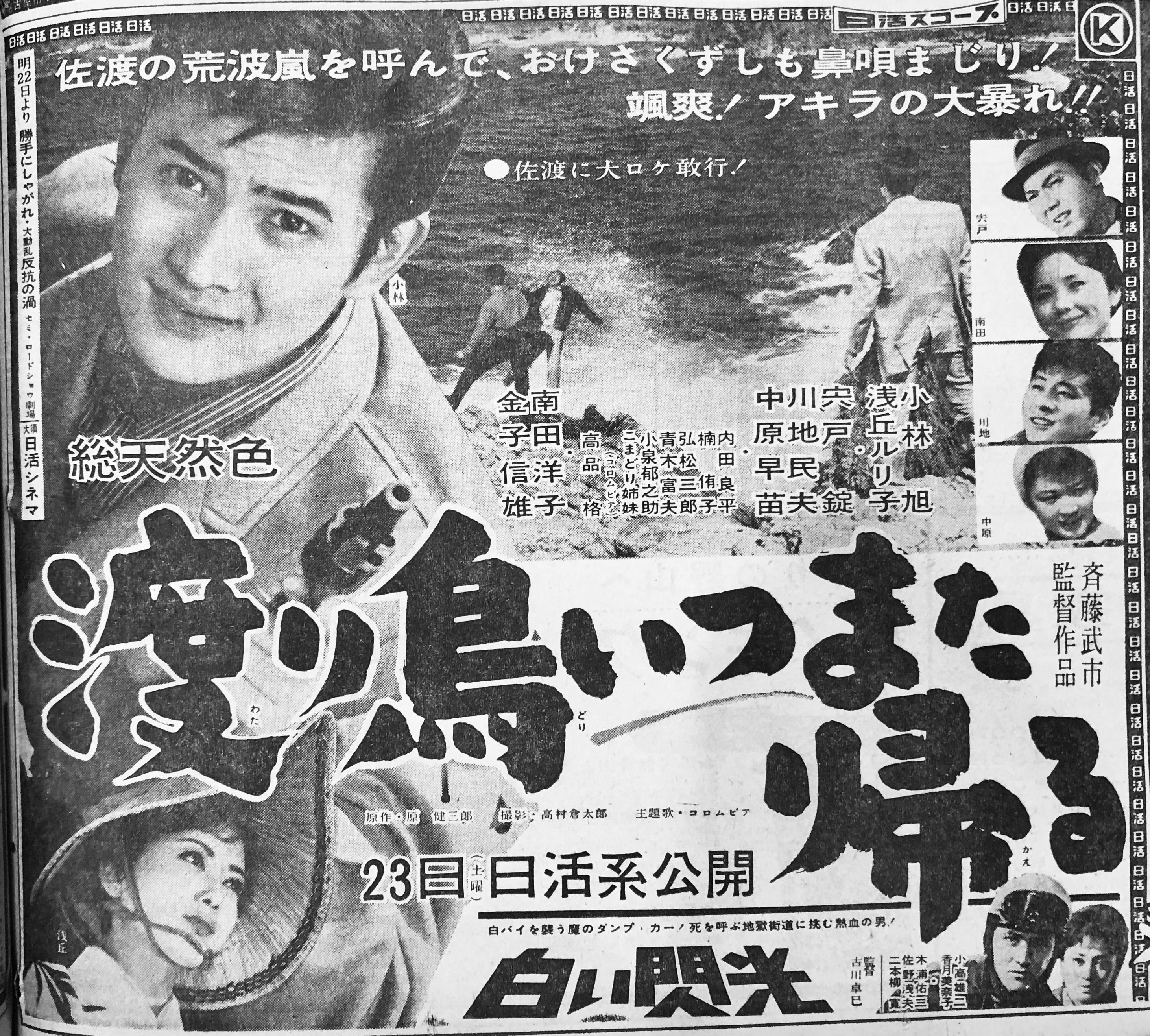
『渡り鳥いつまた帰る』 (1960年)

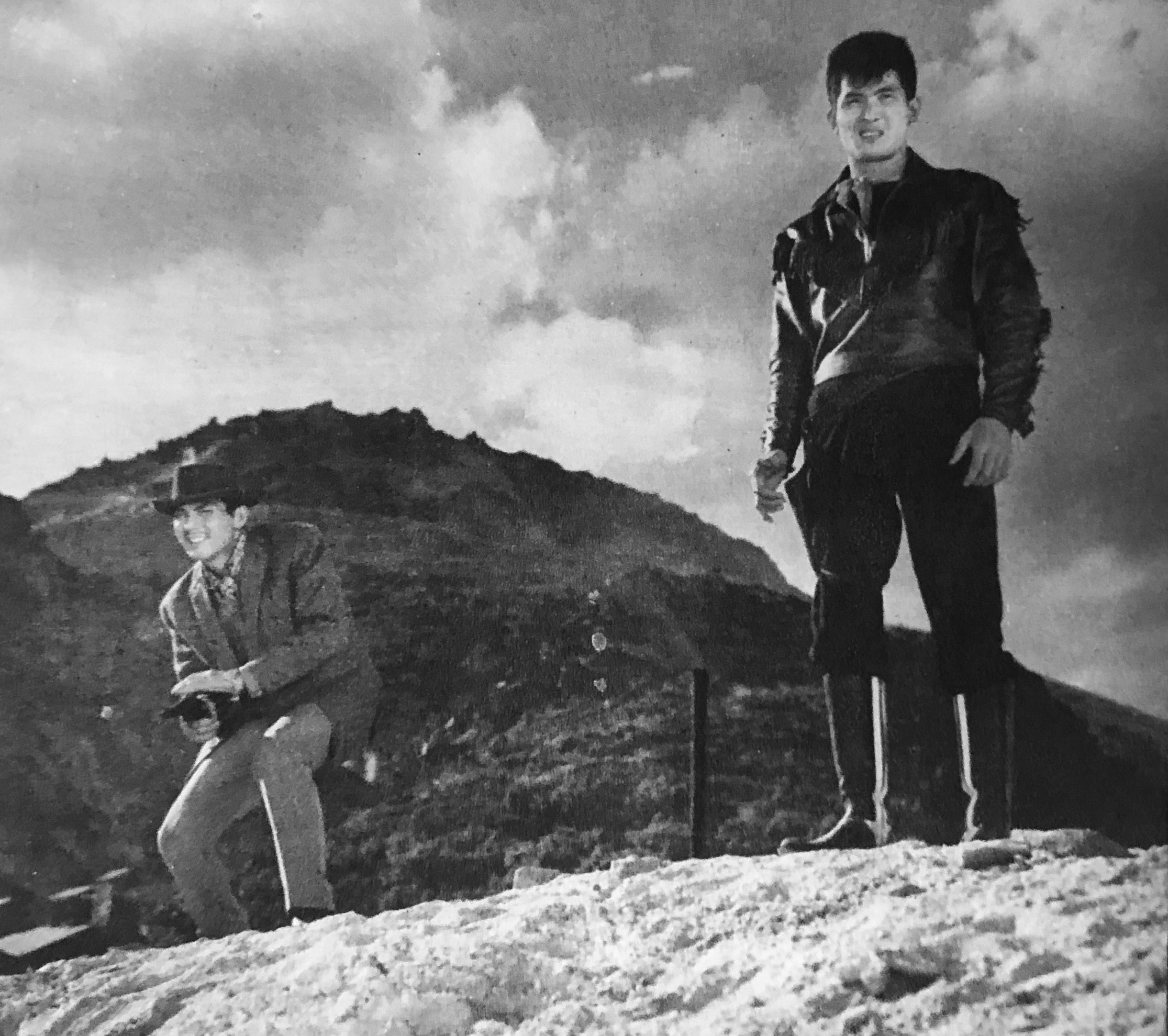
『大草原の渡り鳥』 (1960年)

- 飢える魂 正・続篇　監督 川島雄三（1956.10.31日活 小河内昭 、デビュー作）※DVD発売
- 川上哲治物語・背番号16 監督 滝沢英輔（1957.1.1　日活　武宮 ）
- 孤獨の人 監督 西河克己（1957.1.12　日活　岩瀬徹 ）
- 今日のいのち 監督 田坂具隆（1957.6.26　日活　槙一郎 ）
- 殺したのは誰だ 監督 中平康（1957.7.3　日活　次郎）
- 幕末太陽傳 監督 川島雄三（1957.7.14　日活　久坂玄瑞）
- 青春の冒険 監督 吉村廉（1957.9.3　日活　水原哲夫）(初主演)
- 高校四年 監督 森永健次郎（1957.10.6　日活　菅野宏）
- 九人の死刑囚　監督 古川卓巳（1957.11.12　日活　村岡修）
- 白い悪魔　監督 斎藤武市（1958.1.22　日活　岡本）
- 夜霧の第二国道　監督 舛田利雄（1958.2.12　日活　ジョージ倉田）
- 錆びたナイフ　監督 舛田利雄（1958.3.11　日活　寺田）
- 霧の中の男　監督 蔵原惟繕（1958.4.8　日活　三村弟）
- 美しい庵主さん　監督 西河克己（1958.5.6　日活　安形昭夫）
- 踏みはずした春　監督 鈴木清順（1958.6.29　日活　笠原信夫）
- 悪魔と天使の季節　監督 堀池清（1958.8.19　日活　黒木宏）
- 青い乳房　監督 鈴木清順（1958.9.8　日活　堀江宏）
- 絶唱　監督 滝沢英輔（1958.10.15　日活　園田順吉）
- 完全な遊戯　監督 舛田利雄（1958.11.12　日活　大木壮二）
- 嵐を呼ぶ友情　監督 井上梅次（1959.1.3　日活　旗稔）
- 女を忘れろ　監督 舛田利雄（1959.1.28　日活　田所修）
- 群集の中の太陽　監督 井上梅次（1959.3.18　日活　尾崎英次）
- 俺は挑戦する　監督 松尾昭典（1959.4.8　日活　須貝慎一）
- 二連銃の鉄　監督 阿部豊（1959.4.22　日活　鉄太郎）
- 東京の孤独　監督 井上梅次（1959.5.12　日活　猿丸真二郎）
- 若い豹のむれ　監督 松尾昭典（1959.6.16　日活　白川浩）
- 爆薬に火をつけろ　監督 蔵原惟繕（1959.7.5　日活　中西忠治）
- 南国土佐を後にして　監督 斎藤武市（1959.8.2　日活　原田譲司 義之）
- 銀座旋風児シリーズ 監督 野口博志（日活 二階堂卓也）
  - 銀座旋風児（1959.9.20）
  - 銀座旋風児 黒幕は誰だ（1959.12.6）
  - 銀座旋風児 目撃者は彼奴だ（1960.3.26）
  - 銀座旋風児 嵐が俺を呼んでいる（1961.2.25）
  - 二階堂卓也 銀座無頼帖 帰ってきた旋風児（1962.6.10）
  - 風が呼んでる旋風児 銀座無頼帖（1963.8.31）
- 渡り鳥シリーズ 監督 斎藤武市 (日活 滝伸次)
  - ギターを持った渡り鳥（1959.10.11）
  - 口笛が流れる港町（1960.1.3）
  - 渡り鳥いつまた帰る（1960.4.23）
  - 赤い夕陽の渡り鳥（1960.7.1）
  - 大草原の渡り鳥（1960.10.12）
  - 波濤を越える渡り鳥（1961.1.3）
  - 大海原を行く渡り鳥（1961.4.29）
  - 北帰行より 渡り鳥北へ帰る（1962.1.3）
  - 渡り鳥故郷へ帰る　監督 牛原陽一（1962.8.12 滝浩、番外編）
- 波止場の無法者　監督 斎藤武市（1959.11.15　日活　木島健二）
- やくざの詩　監督 舛田利雄（1960.1.31　日活　滝口哲也）
- 流れ者シリーズ 監督 山崎徳次郎 (日活 野村浩次)
  - 海から来た流れ者（1960.2.28）
  - 海を渡る波止場の風（1960.5.28）
  - 南海の狼火（1960.9.3）
  - 大暴れ風来坊（1960.11.16）
  - 風に逆らう流れ者 (1961.4.9）
- 暴れん坊シリーズ  (日活 清水次郎)
  - 東京の暴れん坊　監督 斎藤武市（1960.7.29）
  - でかんしょ風来坊 監督 斎藤武市（1961.3.19）
  - 夢がいっぱい暴れん坊　監督 松尾昭典（1962.4.1）
  - 銀座の次郎長　監督 井田探（1963.6.2）
  - 銀座の次郎長　天下の一大事　監督 井田探（1963.9.29）
- 都会の空の用心棒　監督 野村孝（1960.12.7　日活　速水八郎）
- 太平洋のかつぎ屋　監督 松尾昭典（1961.1.27　日活　立花哲次）
- 都会の空の非常線　監督 野村孝（1961.6.18　日活　速水八郎）
- 太陽、海を染めるとき　監督 舛田利雄（1961.7.15　日活　北川功）
- 高原児(1961)　監督 斎藤武市（1961.8.13　日活　岬健次）
- 大森林に向って立つ　監督 野村孝（1961.9.23　日活　伊吹明）
- 嵐を突っ切るジェット機　監督 蔵原惟繕（1961.11.1　日活　榊拓次）
- 黒い傷あとのブルース(1961)　監督 野村孝（1961.12.10　日活　渡三郎）
- さすらい(1962)　監督 野口博志（1962.2.3　日活　佐竹正二）
- 惜別の歌　監督 野口博志（1962.5.20　日活　三崎明）
- 遥かなる国の歌　監督 野村孝（1962.7.15　日活　山川潤）
- 地獄の夜は真紅だぜ　監督 野口博志（1962.9.22　日活　勝見伸二）
- 望郷の海　監督 古川卓巳（1962.10.21　日活　雄志）
- 歌う暴れん坊　監督 松尾昭典（1962.12.26　日活　巽大介）
- 波止場の賭博師　監督 山崎徳次郎（1963.2.17　日活　秋津五役）
- 夜の勲章(1963)　監督 松尾昭典（1963.3.31　日活　阿久根純一）
- 俺は地獄の部隊長　監督 古川卓巳（1963.4.28　日活　桂木少尉）
- 関東遊侠伝　監督 松尾昭典（1963.8.11　日活　外岡大作）
- 関東無宿　監督 鈴木清順（1963.11.23　日活　鶴田光雄）
- 東海遊侠伝　監督 井田探（1964.1.15　日活　利根銀次）
- 花と怒涛　監督 鈴木清順（1964.2.8　日活　尾形菊治）
- 無頼無法の徒　さぶ　監督 野村孝（1964.3.25　日活　栄二）
- 生きている狼　監督 井田探（1964.5.23　日活　山口明夫）
- 賭博師シリーズ (氷室浩次 役)
  - さすらいの賭博師　監督 牛原陽一（1964.8.5　日活）
  - 黒いダイスが俺を呼ぶ    監督 井田探（1964.10.30　日活）
  - ギター抱えたひとり旅　監督 山崎徳次郎（1964.12.19　日活）
  - 投げたダイスが明日を呼ぶ　監督 牛原陽一（1965.2.13　日活）
  - さすらいは俺の運命　監督 井田探（1965.4.3　日活）
  - 黒い賭博師　監督 中平康（1965.8.1　日活）
  - 黒い賭博師 ダイスで殺せ　監督 江崎実生（1965.10.8　日活）
  - 黒い賭博師 悪魔の左手　監督 中平康（1966.1.27　日活）
- 俺たちの血が許さない　監督 鈴木清順（1964.10.3　日活　浅利良太）
- 拳銃無頼帖 流れ者の群れ　監督 野口晴康（1965.1.15　日活　麻島七郎）
- 意気に感ず　監督 斎藤武市（1965.5.16　日活　志田英吉）
- 三匹の野良犬　監督 牛原陽一（1965.9.4　日活　岡本隆）
- 野郎に国境はない　監督 中平康（1965.11.13　日活　辺見真介）
- マカオの竜　監督 江崎実生（1965.12.18　日活　マカオの竜）
- 俺にさわると危ないぜ　監督 長谷部安春（1966.2.12　日活　本堂大介）
- 放浪のうた　監督 野村孝（1966.6.15　日活　速見志郎）
- あいつシリーズ (都築浩介 役）
  - 不敵なあいつ　監督 西村昭五郎（1966.10.8　日活）
  - 不死身なあいつ　監督 斎藤武市（1967.1.14　日活）
  - 命しらずのあいつ　監督 松尾昭典（1967.4.8　日活）
  - 爆弾男といわれるあいつ　監督 長谷部安春（1967.6.28　日活）
- 新遊侠伝(1966)　監督 斎藤武市（1966.11.20　日活　加助 役）
- 対決　監督 舛田利雄（1967.9.6　日活　満州常）
- 爆破3秒前　監督 井田探（1967.10.21　日活　矢吹）
- 君は恋人　監督 斎藤武市（1967.11.3　日活　須藤ディレクター）
- 血斗　監督 舛田利雄（1967.11.18　日活　満州常）
- 遊侠三国志 鉄火の花道　監督 松尾昭典（1968.1.13　日活　片目の一本松）
- 赤道を駈ける男　監督 斎藤武市（1968.4.28　日活　伊吹二郎 、100作品出演記念作品、製作も兼ねる）
- 嵐の果し状　監督 松尾昭典（1968.8.1　日活　谷村征次郎）
- 縄張はもらった(1968)　監督 長谷部安春（1968.10.5　日活　寒河江次郎 ）
- 三匹の悪党　監督 松尾昭典（1968.10.19　日活　片目の一本松）
- 地獄の破門状　監督 舛田利雄（1969.1.22　日活　小磯菊次）
- 女の警察シリーズ (篝正秋）
  - 女の警察　監督 江崎実生（1968.2.8　日活）
  - 続 女の警察　監督 江崎実生（1969.5.28　日活）
  - 女の警察 国際線待合室　監督 丹野雄二（1970.2.7　日活）
  - 女の警察 乱れ蝶　監督 小沢啓一（1970.7.11　ダイニチ）
- 昇り竜 鉄火肌　監督 石井輝男（1969.2.8　日活　政）
- やくざ渡り鳥 悪党稼業　監督 江崎実生（1969.4.16　日活　鬼頭善吉）
- 博徒百人　監督 野村孝（1969.5.14　日活　向山親分）
- あらくれ(1969)　監督 長谷部安春（1969.6.14　日活　鬼頭善吉）
- 代紋 地獄の盃　監督 松尾昭典（1969.6.14　日活　片目の一本松）
- 昇り竜やわ肌開帳　監督 葛生雅美（1969.7.12　日活　大瀬親分）
- 広域暴力 流血の縄張    監督 長谷部安春（1969.7.26　日活　小松勇治）
- 姐御(1969)　監督 斎藤武市（1969.8.9　日活　藤川五郎）
- 女の市場　監督 江崎実生（1969.9.3　日活　槌田昭）
- 喧嘩博徒 地獄の花道　監督 松尾昭典（1969.12.17　日活　天満の虎）
- 牡丹と竜　監督 マキノ雅弘（1970.1.15　日活　城戸幸次郎）
- 日本最大の顔役    監督 松尾昭典（1970.4.18　日活　黒木和也）
- 鮮血の記録　監督 野村孝（1970.6.10　ダイニチ　野尻稔）
- ネオン警察 ジャックの刺青　監督 武田一成（1970.10.14　ダイニチ　花村勇治）
- ネオン警察 女は夜の匂い　監督 野村孝（1970.12.5　ダイニチ　花村勇治）
- 暴力団・乗り込み　監督 江崎実生（1971.5.5　ダイニチ　森田勝次）
- ゾロ目の三兄弟　監督 山下耕作（1972.4.14　東映　大西仁助）
- 仁義なき戦いシリーズ 　監督 深作欣二（東映 武田明）
  - 仁義なき戦い 代理戦争　監督 深作欣二（1973.9.25）
  - 仁義なき戦い 頂上作戦　監督 深作欣二（1974.1.15）
  - 仁義なき戦い 完結篇　監督 深作欣二（1974.6.29）
- 暴力街　監督 五社英雄（1974.4.13　東映　失崎竜二）
- 唐獅子警察　監督 中島貞夫（1974.6.1　東映　片岡直人）
- あゝ決戦航空隊　監督 山下耕作（1974.9.14 東映 - 児玉誉士夫
- 実録飛車角 狼どもの仁義　監督 村山新治（1974.10.5　東映　村岡健次 ）
- 青春の門　監督 浦山桐郎（1975.2.15　東宝　塙竜五郎 ）
- 日本暴力列島 京阪神殺しの軍団　監督 山下耕作（1975.5.24　東映　花木勇 ）
- 実録外伝 大阪電撃作戦　監督 中島貞夫（1976.1.31　東映　山地武雄 ）
- 広島仁義 人質奪回作戦　監督牧口雄二（1976.12.4　東映　北条明光 ）
- 青春の門 自立篇　監督 浦山桐郎（1977.2.11　東宝　塙竜五郎 ）
- 多羅尾伴内　監督 鈴木則文（1978.4.8　東映　多羅尾伴内 ）
- 多羅尾伴内 鬼面村の惨劇　監督 山口和彦（1978.8.12　東映　多羅尾伴内 ）
- 制覇(1982)　監督 中島貞夫（1982.10.30　東映　海渡仙一）
- 春来る鬼　監督 小林旭（1989.4.15　監督、製作総指揮）
- 修羅の伝説　監督 和泉聖治（1992.1.15　東映　大滝周二）
- 民暴の帝王　監督 和泉聖治（1993.6.12　東映　江田晋）
- 修羅の群れ　監督 辻裕之（2002.2.16　ミュージアム　安倍信作）
- 首領(ドン)への道　監督 石原興（2003.3.1　シネマ・クロッキオ　三田村常吉）

その他

### テレビドラマ
- ターゲットメン（1971年、NET） - 中西五郎
- 旅がらす事件帖（1980年、関西テレビ） - 神保直次郎
- 幻之介世直し帖（1981年、日本テレビ） - 乾幻之介 [注釈 3]
- 琉球の風（1993年、NHK大河ドラマ、NHK総合） - 徳川家康
- 寝たふりしてる男たち（1995年、読売テレビ） - 松岡恒平

### 舞台
- 一心太助 (1982年)

### 音楽番組
- 我が心の大滝詠一（2021年4月24日、NHK BS4K）[49]

### CM
- ヤンマー トラクター（1978年）
- 最上恒産 グループCM（1984年-1985年）
- 麒麟麦酒 キリンラガービール（1990年）[50]
- サントリー ホワイト25（1996年）
- ソフトバンクモバイル ラーメン屋の親父（2011年）
- 夢グループ カラオケマイク「カラオケ1番」（2013年 - ）
- 日本予防医薬「イミダペプチド」（2018年7月-）

### NHK紅白歌合戦出場歴
| 年度/放送回               | 回 | 曲目                 | 出演順 | 対戦相手             |
| ------------------------- | -- | -------------------- | ------ | -------------------- |
| 1977年（昭和52年）/第28回 | 初 | 昔の名前で出ています | 19/24  | 石川さゆり           |
| 1986年（昭和61年）/第37回 | 2  | 熱き心に             | 09/20  | 五輪真弓             |
| 1992年（平成4年）/第43回  | 3  | さすらい             | 09/28  | 八代亜紀             |
| 1993年（平成5年）/第44回  | 4  | あれから             | 20/26  | 小林幸子             |
| 1994年（平成6年）/第45回  | 5  | 熱き心に(2回目)      | 22/25  | 和田アキ子           |
| 1995年（平成7年）/第46回  | 6  | 腕に虹だけ           | 19/25  | 島倉千代子           |
| 1996年（平成8年）/第47回  | 7  | 北帰行               | 19/25  | 由紀さおり・安田祥子 |

## ラジオ番組
- 小林旭「たかが青春・されど青春」（文化放送）

## ディスコグラフィ

### シングル
| #   | 発売日          | 曲順 | タイトル                                                | 作詞                     | 作曲                | 編曲                            | レーベル      | 規格品番   |
| --- | --------------- | ---- | ------------------------------------------------------- | ------------------------ | ------------------- | ------------------------------- | ------------- | ---------- |
| 1   | 1958年 9月20日  | A面  | 女を忘れろ                                              | 野村俊夫                 | 船村徹              | 船村徹                          | コロムビア    | SA-127     |
| 1   | 1958年 9月20日  | B面  | 恋に賭ける男                                            | 西沢爽                   | 船村徹              | 船村徹                          | コロムビア    | SA-127     |
| 2   | 1958年 11月15日 | A面  | ダイナマイトが百五十屯                                  | 関沢新一                 | 船村徹              | 船村徹                          | コロムビア    | A-3106     |
| 2   | 1958年 11月15日 | B面  | 俺はこがらしさ                                          | 雲村俊一                 | 船村徹              | 船村徹                          | コロムビア    | A-3106     |
| 3   | 1958年 12月10日 | A面  | 真夜中の街角                                            | 西沢爽                   | 船村徹              | 船村徹                          | コロムビア    | A-3123     |
| 4   | 1959年 1月15日  | A面  | パパの歩いた道                                          | 井上梅次                 | 大森盛太郎          | 大森盛太郎                      | コロムビア    | A-3134     |
| 4   | 1959年 1月15日  | B面  | いとしの恋人                                            | 井上梅次                 | 大森盛太郎          | 大森盛太郎                      | コロムビア    | A-3134     |
| 5   | 1959年 3月15日  | B面  | ホロホロ東京                                            | 伊野上のぼる             | 船村徹              | 船村徹                          | コロムビア    | A-3162     |
| 6   | 1959年 4月20日  | A面  | 俺に逆らうな                                            | 西沢爽                   | 船村徹              | 船村徹                          | コロムビア    | SA-195     |
| 6   | 1959年 4月20日  | B面  | ひとりぼっちの歌                                        | 水島哲                   | 津々美洋            | 河辺公一                        | コロムビア    | SA-195     |
| 7   | 1959年 5月1日   | A面  | 地獄船                                                  | 吉沢ひかる               | 船村徹              | 船村徹                          | コロムビア    | SA-199     |
| 7   | 1959年 5月1日   | B面  | 出船追分                                                | 吉沢ひかる               | 船村徹              | 船村徹                          | コロムビア    | SA-199     |
| 8   | 1959年 7月15日  | A面  | 十字路                                                  | 西沢爽                   | 遠藤実              | 藤原秀行                        | コロムビア    | SA-216     |
| 8   | 1959年 7月15日  | B面  | ハイウェイの男                                          | 西沢爽                   | 遠藤実              | 河辺公一                        | コロムビア    | SA-216     |
| 9   | 1959年 9月20日  | A面  | 銀座旋風児                                              | 吉沢ひかる               | 小川寛興            | 小川寛興                        | コロムビア    | SA-265     |
| 9   | 1959年 9月20日  | B面  | 銀座の波止場                                            | 西沢爽                   | 水時富士夫          | 藤原秀行                        | コロムビア    | SA-265     |
| 10  | 1959年 10月20日 | A面  | ギターを持った渡り鳥                                    | 西沢爽                   | 狛林正一            | 狛林正一                        | コロムビア    | SA-280     |
| 10  | 1959年 10月20日 | B面  | 地獄のキラー                                            | 古雅ともみち             | 小杉太一郎          | 小杉太一郎                      | コロムビア    | SA-280     |
| 11  | 1959年 12月1日  | A面  | 波止場の無法者                                          | 西沢爽                   | 小杉太一郎          | 小杉太一郎                      | コロムビア    | SA-294     |
| 11  | 1959年 12月1日  | B面  | いとしあの娘の涙雨                                      | 西沢爽                   | 狛林正一            | 狛林正一                        | コロムビア    | SA-294     |
| 12  | 1959年 12月25日 | A面  | 口笛が流れる港町                                        | 西沢爽                   | 狛林正一            | 狛林正一                        | コロムビア    | SA-309     |
| 12  | 1959年 12月25日 | B面  | 泣きたい街角                                            | 西沢爽                   | 服部レイモンド      | 服部レイモンド                  | コロムビア    | SA-309     |
| 13  | 1960年 2月10日  | A面  | やくざの詩                                              | 滝田順                   | 中村八大            | 中村八大                        | コロムビア    | SA-326     |
| 14  | 1960年 3月1日   | A面  | ダンチョネ節                                            | 西沢爽                   | 遠藤実              | 狛林正一                        | コロムビア    | SA-349     |
| 14  | 1960年 3月1日   | B面  | おけさ数え唄                                            | 西沢爽                   | 遠藤実              | 狛林正一                        | コロムビア    | SA-349     |
| 15  | 1960年 3月15日  | A面  | 炭坑もぐら                                              | 荒川利夫                 | 浜口庫之助          | 浜口庫之助                      | コロムビア    | SA-343     |
| 16  | 1960年 6月1日   | A面  | 鹿児島おはら節                                          | 西沢爽                   | 遠藤実              | 狛林正一                        | コロムビア    | SA-400     |
| 16  | 1960年 6月1日   | B面  | ズンドコ節                                              | 西沢爽                   | 遠藤実              | 狛林正一                        | コロムビア    | SA-400     |
| 17  | 1960年 7月10日  | A面  | アキラの会津磐梯山                                      | 西沢爽                   | 浜口庫之助          | 浜口庫之助                      | コロムビア    | SA-425     |
| 17  | 1960年 7月10日  | B面  | アキラのツーレロ節                                      | 西沢爽                   | 遠藤実              | 狛林正一                        | コロムビア    | SA-425     |
| 18  | 1960年 8月1日   | A面  | ノーチヨサン節                                          | 西沢爽                   | 狛林正一            | 狛林正一                        | コロムビア    | SA-441     |
| 18  | 1960年 8月1日   | B面  | 東京かっぽれ                                            | 西沢爽                   | 浜口庫之助          | 浜口庫之助                      | コロムビア    | SA-441     |
| 19  | 1960年 9月10日  | A面  | さすらい                                                | 西沢爽                   | 狛林正一            | 狛林正一                        | コロムビア    | SA-459     |
| 19  | 1960年 9月10日  | B面  | アキラのホイホイ節                                      | 西沢爽                   | 倉若晴生            | 狛林正一                        | コロムビア    | SA-459     |
| 20  | 1960年 10月5日  | A面  | アキラのソーラン節                                      | 西沢爽                   | 遠藤実              | 山路進一                        | コロムビア    | SA-476     |
| 20  | 1960年 10月5日  | B面  | アキラのチョンコ節                                      | 西沢爽                   | 遠藤実              | 狛林正一                        | コロムビア    | SA-476     |
| 21  | 1960年 11月20日 | A面  | アキラのおてもやん                                      | 西沢爽                   | 狛林正一            | 狛林正一                        | コロムビア    | SA-483     |
| 21  | 1960年 11月20日 | B面  | アキラの炭坑節                                          | 西沢爽                   | 遠藤実              | 狛林正一                        | コロムビア    | SA-483     |
| 22  | 1960年 12月5日  | A面  | アキラのブンガワンソロ                                  | 西沢爽                   | 狛林正一            | 狛林正一                        | コロムビア    | SA-508     |
| 22  | 1960年 12月5日  | B面  | アキラの北海盆唄                                        | 西沢爽                   | 遠藤実              | 狛林正一                        | コロムビア    | SA-508     |
| 23  | 1961年 2月5日   | A面  | アキラのデカンショ                                      | みずの稔                 | 遠藤実              | 狛林正一                        | コロムビア    | SA-533     |
| 23  | 1961年 2月5日   | B面  | 太陽はねむっている                                      | 星野哲郎                 | 市川昭介            | 市川昭介                        | コロムビア    | SA-533     |
| 24  | 1961年 4月30日  | A面  | 黒い傷痕のブルース                                      | 水島哲                   | シャハテル          | 狛林正一                        | コロムビア    | SA-625     |
| 24  | 1961年 4月30日  | B面  | 続さすらい                                              | 西沢爽                   | 狛林正一            | 狛林正一                        | コロムビア    | SA-625     |
| 25  | 1961年 4月30日  | A面  | アキラのまっくろけ節                                    | 西沢爽                   | 狛林正一            | 狛林正一                        | コロムビア    | SA-626     |
| 25  | 1961年 4月30日  | B面  | アキラのおいとこ節                                      | 西沢爽                   | 遠藤実              | 狛林正一                        | コロムビア    | SA-626     |
| 26  | 1961年 5月20日  | A面  | 山の渡り鳥                                              | 星野哲郎                 | 牧野昭一            | 牧野昭一                        | コロムビア    | SA-606     |
| 26  | 1961年 5月20日  | B面  | アキラのチンチロリン                                    | 水島哲                   | 狛林正一            | 狛林正一                        | コロムビア    | SA-606     |
| 27  | 1961年 7月20日  | A面  | アキラのラバさん                                        | 星野哲郎                 | 細田義勝            | 河辺公一                        | コロムビア    | SA-657     |
| 27  | 1961年 7月20日  | B面  | アキラのノーエ節                                        | 星野哲郎                 | 細田義勝            | 河辺公一                        | コロムビア    | SA-657     |
| 28  | 1961年 8月5日   | A面  | 思い出した思い出した                                    | 添田さつき               | 鳥取春陽            | 市川昭介                        | コロムビア    | SA-708     |
| 28  | 1961年 8月5日   | B面  | 季節風航路                                              | 水島哲                   | 市川昭介            | 市川昭介                        | コロムビア    | SA-708     |
| 29  | 1961年 9月20日  | A面  | チュンガを踊ろう                                        | 水島哲                   | P.プラード          | 狛林正一                        | コロムビア    | SA-727     |
| 29  | 1961年 9月20日  | B面  | 恋のチュンガ                                            | 水島哲                   | P.プラード          | 狛林正一                        | コロムビア    | SA-727     |
| 30  | 1961年 9月20日  | A面  | 流れもの                                                | 西沢爽                   | 遠藤実              | 山路進一                        | コロムビア    | SA-731     |
| 30  | 1961年 9月20日  | B面  | アキラの伊那節                                          | 西沢爽                   | 遠藤実              | 山路進一                        | コロムビア    | SA-731     |
| 31  | 1961年 10月5日  | A面  | 北帰行                                                  | 宇田博                   | 宇田博              | 狛林正一                        | コロムビア    | SA-733     |
| 31  | 1961年 10月5日  | B面  | 惜別の唄                                                | 島崎藤村                 | 藤江英輔            | 狛林正一                        | コロムビア    | SA-733     |
| 32  | 1961年 12月10日 | A面  | アキラの奴さん                                          | 西沢爽                   | 遠藤実              | 山路進一                        | コロムビア    | SA-756     |
| 32  | 1961年 12月10日 | B面  | アキラのさのさ                                          | 西沢爽                   | 市川昭介            | 市川昭介                        | コロムビア    | SA-756     |
| 33  | 1961年 12月20日 | A面  | 落日のシャイアン                                        | 水島哲                   | ゾマーラッテ        | 狛林正一                        | コロムビア    | SA-786     |
| 33  | 1961年 12月20日 | B面  | 夕やけは赤い幌馬車                                      | 西沢爽                   | 狛林正一            | 狛林正一                        | コロムビア    | SA-786     |
| 34  | 1962年 2月5日   | A面  | サーカスの唄                                            | 西條八十                 | 古賀政男            | 狛林正一                        | コロムビア    | SA-813     |
| 34  | 1962年 2月5日   | B面  | 放浪の唄                                                | 佐藤惣之助               | 古賀政男            | 狛林正一                        | コロムビア    | SA-813     |
| 35  | 1962年 3月20日  | A面  | 郷愁                                                    | 水島哲                   | 水島哲 狛林正一     | 狛林正一                        | コロムビア    | SA-818     |
| 35  | 1962年 3月20日  | B面  | 旅愁                                                    | 水島哲                   | 狛林正一            | 狛林正一                        | コロムビア    | SA-818     |
| 36  | 1962年 3月20日  | A面  | アキラでツイスト                                        | 水島哲                   | 狛林正一            | 狛林正一                        | コロムビア    | SA-848     |
| 36  | 1962年 3月20日  | B面  | ツイスト・ナンバー・ワン                                | 水島哲                   | H.バラード          | 狛林正一                        | コロムビア    | SA-848     |
| 37  | 1962年 4月20日  | A面  | アキラのええじゃないか                                  | 関沢新一                 | 服部良一            | 服部良一                        | コロムビア    | SA-838     |
| 37  | 1962年 4月20日  | B面  | 船頭子守唄                                              | 村雨まさを               | 服部良一            | 服部良一                        | コロムビア    | SA-838     |
| 38  | 1962年 6月20日  | A面  | 渚のチャペル                                            | 水島哲                   | ギルバート          | 狛林正一                        | コロムビア    | SA-909     |
| 38  | 1962年 6月20日  | B面  | ひとりぼっちの散歩道                                    | 西沢爽                   | 狛林正一            | 狛林正一                        | コロムビア    | SA-909     |
| 39  | 1962年 7月20日  | A面  | ダヒル・サヨ                                            | 浜口庫之助               | M.ベラルデJr.       | 狛林正一                        | コロムビア    | SA-940     |
| 39  | 1962年 7月20日  | B面  | 俺は雑草                                                | 小林旭                   | 小林旭              | 市川昭介                        | コロムビア    | SA-940     |
| 40  | 1962年 8月20日  | A面  | 俺もゆくから君もゆけ                                    | 西沢爽                   | 狛林正一            | 狛林正一                        | コロムビア    | SA-969     |
| 40  | 1962年 8月20日  | B面  | 流浪の唄                                                | 宮島郁芳 / 後藤紫雲      | 宮島郁芳 / 後藤紫雲 | 狛林正一                        | コロムビア    | SA-969     |
| 41  | 1962年 9月20日  | A面  | 秋の銀座                                                | 久保田宵二               | 江口夜詩            | 狛林正一                        | コロムビア    | SA-951     |
| 41  | 1962年 9月20日  | B面  | 追憶のブルース                                          | 水島哲                   | 狛林正一            | 狛林正一                        | コロムビア    | SA-951     |
| 42  | 1962年 12月10日 | A面  | 恋の花に気をつけな                                      | 浜口庫之助               | 浜口庫之助          | 浜口庫之助                      | コロムビア    | SA-1019    |
| 42  | 1962年 12月10日 | B面  | 黒いシグナル                                            | 浜口庫之助               | 浜口庫之助          | 浜口庫之助                      | コロムビア    | SA-1019    |
| 43  | 1963年 1月10日  | A面  | アキラでボサ・ノバ                                      | 水島哲                   | 狛林正一            | 狛林正一                        | コロムビア    | SA-1056    |
| 43  | 1963年 1月10日  | B面  | おけさ恋しや                                            | 遠藤実                   | 遠藤実              | 山路進一                        | コロムビア    | SA-1056    |
| 44  | 1963年 5月5日   | A面  | 俺は地獄の部隊長                                        | 西沢爽                   | 狛林正一            | 狛林正一                        | コロムビア    | SAS-35     |
| 44  | 1963年 5月5日   | B面  | 男なら                                                  | 西岡水朗                 | 草笛圭三            | 安藤実親                        | コロムビア    | SAS-35     |
| 45  | 1963年 10月5日  | A面  | とかくこの世は住みにくい                                | 星野哲郎                 | 市川昭介            | 安藤実親                        | コロムビア    | SAS-152    |
| 45  | 1963年 10月5日  | B面  | 君恋小唄                                                | 星野哲郎                 | 市川昭介            | 安藤実親                        | コロムビア    | SAS-152    |
| 46  | 1963年 11月20日 | A面  | 男の道                                                  | 加藤和枝                 | 市川昭介            | 市川昭介                        | コロムビア    | SAS-141    |
| 46  | 1963年 11月20日 | B面  | 初恋                                                    | 島崎藤村                 | 若松甲              | 安藤実親                        | コロムビア    | SAS-141    |
| 47  | 1964年 2月20日  | A面  | 花と怒涛                                                | 杉野まもる               | 古賀政男            | 佐伯亮                          | コロムビア    | SAS-215    |
| 47  | 1964年 2月20日  | B面  | 男一筋                                                  | 滝田順                   | 古賀政男            | 佐伯亮                          | コロムビア    | SAS-215    |
| 48  | 1964年 3月20日  | A面  | 恋の山手線                                              | 小島貞二                 | 浜口庫之助          | 小杉仁三                        | コロムビア    | SAS-205    |
| 48  | 1964年 3月20日  | B面  | 失恋もまた楽し                                          | 星野哲郎                 | 安藤実親            | 安藤実親                        | コロムビア    | SAS-205    |
| 49  | 1964年 7月20日  | A面  | 知らん顔                                                | 小林旭                   | 市川昭介            | 市川昭介                        | コロムビア    | SAS-275    |
| 49  | 1964年 7月20日  | B面  | 君                                                      | 小林旭                   | 市川昭介            | 市川昭介                        | コロムビア    | SAS-275    |
| 50  | 1964年 10月15日 | A面  | 宇宙旅行の渡り鳥                                        | 水島哲                   | 叶弦大              | 重松岩雄                        | クラウン      | CW-160     |
| 50  | 1964年 10月15日 | B面  | ギターかかえたひとり旅                                  | 沢ノ井千江児             | サトウ進一          | 重松岩雄                        | クラウン      | CW-160     |
| 51  | 1964年 10月15日 | A面  | 自動車ショー歌                                          | 星野哲郎                 | 叶弦大              | 重松岩雄                        | クラウン      | CW-170     |
| 51  | 1964年 10月15日 | B面  | ほらふきマドロス                                        | 南沢純三                 | 叶弦大              | 重松岩雄                        | クラウン      | CW-170     |
| 52  | 1964年 11月1日  | A面  | 歩道                                                    | 米山正夫                 | 米山正夫            | 福田正                          | クラウン      | CW-200     |
| 52  | 1964年 11月1日  | B面  | 若き旅人                                                | 米山正夫                 | 米山正夫            | 福田正                          | クラウン      | CW-200     |
| 53  | 1964年 11月1日  | A面  | スキー小唄                                              | 星野哲郎                 | 叶弦大              | 重松岩雄                        | クラウン      | CW-210     |
| 53  | 1964年 11月1日  | B面  | そんなにお前は                                          | 星野哲郎                 | 叶弦大              | 重松岩雄                        | クラウン      | CW-210     |
| 54  | 1964年 12月10日 | A面  | 東海節                                                  | 星野哲郎                 | 叶弦大              | 重松岩雄                        | クラウン      | CW-190     |
| 54  | 1964年 12月10日 | B面  | グングン節                                              | 星野哲郎                 | 叶弦大              | 重松岩雄                        | クラウン      | CW-190     |
| 55  | 1965年 1月1日   | A面  | 送春譜                                                  | 星野哲郎                 | 赤倉正人            | 重松岩雄                        | クラウン      | CW-193     |
| 55  | 1965年 1月1日   | B面  | 行こうぜここが別れ道                                    | 星野哲郎                 | 赤倉正人            | 重松岩雄                        | クラウン      | CW-193     |
| 56  | 1965年 1月15日  | A面  | 口笛の凍る町                                            | 米山正夫                 | 米山正夫            | 小杉仁三                        | クラウン      | CW-212     |
| 56  | 1965年 1月15日  | B面  | ウィンチェスター73                                      | 良池まもる               | 米山正夫            | 重松岩雄                        | クラウン      | CW-212     |
| 57  | 1965年 3月1日   | A面  | いろ町小唄                                              | 星野哲郎                 | 叶弦大              | 重松岩雄                        | クラウン      | CW-230     |
| 57  | 1965年 3月1日   | B面  | 青春哀歌                                                | 佐東たどる               | 首藤正毅            | 重松岩雄                        | クラウン      | CW-230     |
| 58  | 1965年 4月1日   | A面  | 遠い旅                                                  | 星野哲郎                 | 前田利克            | 重松岩雄                        | クラウン      | CW-255     |
| 58  | 1965年 4月1日   | B面  | 恋の挽歌                                                | 星野哲郎                 | 前田利克            | 重松岩雄                        | クラウン      | CW-255     |
| 59  | 1965年 4月10日  | A面  | アングスティア                                          | シン寺部                 | ヨリ寺部            | 猪俣公章                        | クラウン      | CW-258     |
| 60  | 1965年 5月1日   | A面  | 男の旅路                                                | 星野哲郎                 | 北原じゅん          | 重松岩雄                        | クラウン      | CW-261     |
| 60  | 1965年 5月1日   | B面  | 東京の子守唄                                            | 星野哲郎                 | 北原じゅん          | 重松岩雄                        | クラウン      | CW-261     |
| 61  | 1965年 6月1日   | A面  | 蒙古放浪記                                              | 仲田三孝                 | 仲田三孝            | 重松岩雄                        | クラウン      | CW-273     |
| 61  | 1965年 6月1日   | B面  | たすけられたりたすけたり                                | 星野哲郎                 | 北原じゅん          | 重松岩雄                        | クラウン      | CW-273     |
| 62  | 1965年 8月10日  | A面  | 鳴らないラッパ                                          | 米山正夫                 | 米山正夫            | 福田正                          | クラウン      | CW-332     |
| 62  | 1965年 8月10日  | B面  | 東京カミニート                                          | 米山正夫                 | 米山正夫            | 小杉仁三                        | クラウン      | CW-332     |
| 63  | 1965年 10月10日 | A面  | 名酒節                                                  | 黒田純                   | 叶弦大              | 重松岩雄                        | クラウン      | CW-349     |
| 63  | 1965年 10月10日 | B面  | なさけブルース                                          | 星野哲郎                 | 叶弦大              | 重松岩雄                        | クラウン      | CW-349     |
| 64  | 1965年 11月1日  | A面  | 赤い流れ星                                              | 星野哲郎                 | 北原じゅん          | 北原じゅん                      | クラウン      | CW-370     |
| 64  | 1965年 11月1日  | B面  | 涙の終着駅                                              | 星野哲郎                 | 北原じゅん          | 北原じゅん                      | クラウン      | CW-370     |
| 65  | 1965年 12月1日  | A面  | 無国籍者の唄                                            | 米山正夫                 | 米山正夫            | 小杉仁三                        | クラウン      | CW-396     |
| 65  | 1965年 12月1日  | B面  | はげしく燃えた恋だから                                  | 水島哲                   | 叶弦大              | 小杉仁三                        | クラウン      | CW-396     |
| 66  | 1966年 2月1日   | A面  | 泣くなさすらい                                          | 関根浩子                 | 北原じゅん          | 北原じゅん                      | クラウン      | CW-442     |
| 66  | 1966年 2月1日   | B面  | 涙の北風                                                | 水島哲                   | 叶弦大              | 小杉仁三                        | クラウン      | CW-442     |
| 67  | 1966年 3月1日   | A面  | 野球小唄                                                | 星野哲郎                 | 叶弦大              | 重松岩雄                        | クラウン      | CW-427     |
| 67  | 1966年 3月1日   | B面  | 雑俳ソング                                              | 小島貞二                 | 叶弦大              | 重松岩雄                        | クラウン      | CW-427     |
| 68  | 1966年 10月1日  | A面  | 旅の灯り                                                | 星野哲郎                 | 叶弦大              | 重松岩雄                        | クラウン      | CW-556     |
| 68  | 1966年 10月1日  | B面  | 涙は俺のもの                                            | 星野哲郎                 | 幸田治              | 重松岩雄                        | クラウン      | CW-556     |
| 69  | 1967年 4月1日   | A面  | ギター片手に                                            | 加藤日出男               | 川上始              | 川上始                          | クラウン      | CW-642     |
| 69  | 1967年 4月1日   | B面  | 涙の恋の物語                                            | 加藤日出男               | 川上始              | 小杉仁三                        | クラウン      | CW-642     |
| 70  | 1967年 8月1日   | A面  | つらい恋だぜ                                            | 加藤日出男               | 野田ひさ志          | 狛林正一                        | クラウン      | CW-688     |
| 70  | 1967年 8月1日   | B面  | おけさ渡り鳥                                            | 加藤日出男               | 野田ひさ志          | 野田ひさ志                      | クラウン      | CW-688     |
| 71  | 1967年 9月1日   | A面  | 落日                                                    | 川内康範                 | 北原じゅん          | 北原じゅん                      | クラウン      | CW-725     |
| 71  | 1967年 9月1日   | B面  | 放浪のブルース                                          | 川内康範                 | 北原じゅん          | 北原じゅん                      | クラウン      | CW-725     |
| 72  | 1968年 3月1日   | A面  | 恋の世界旅行                                            | 杉たくみ                 | 叶弦大              | 重松岩雄                        | クラウン      | CW-790     |
| 72  | 1968年 3月1日   | B面  | 身の上ばなし                                            | 杉たくみ                 | 叶弦大              | 重松岩雄                        | クラウン      | CW-790     |
| 73  | 1968年 5月1日   | A面  | 赤道を駈ける男                                          | 水島哲                   | 叶弦大              | 高見弘                          | クラウン      | CW-827     |
| 73  | 1968年 5月1日   | B面  | ハバナギラ                                              | 水島哲                   | イスラエル民謡      | 高見弘                          | クラウン      | CW-827     |
| 74  | 1968年 12月1日  | A面  | 泣かせる夜だぜ                                          | 大矢弘子                 | 野田ひさ志          | 福山峯夫                        | クラウン      | CW-893     |
| 74  | 1968年 12月1日  | B面  | 北国の夜汽車                                            | 大矢弘子                 | 野田ひさ志          | 井上忠也                        | クラウン      | CW-893     |
| 75  | 1969年 5月10日  | A面  | 旅心                                                    | 関沢新一                 | 野田ひさ志          | 小杉仁三                        | クラウン      | CW-946     |
| 75  | 1969年 5月10日  | B面  | やくざ稼業                                              | 関沢新一                 | 真田勉              | 重松岩雄                        | クラウン      | CW-946     |
| 76  | 1970年 2月1日   | A面  | 幸せの切符                                              | 水島哲                   | 狛林正一            | 狛林正一                        | クラウン      | CW-1018    |
| 76  | 1970年 2月1日   | B面  | 白い灯影のブルース                                      | 水島哲                   | 狛林正一            | 狛林正一                        | クラウン      | CW-1018    |
| 77  | 1970年 4月1日   | A面  | 月に吠える歌                                            | 星野哲郎                 | 叶弦大              | 小杉仁三                        | クラウン      | CW-1040    |
| 77  | 1970年 4月1日   | B面  | 愛の舟                                                  | 星野哲郎                 | 小杉仁三            | 小杉仁三                        | クラウン      | CW-1040    |
| 78  | 1970年 6月1日   | A面  | 七十年子守唄                                            | 水島哲                   | 狛林正一            | 今泉俊昭                        | クラウン      | CW-1055    |
| 78  | 1970年 6月1日   | B面  | 旅に出る若き友に                                        | 水島哲                   | 狛林正一            | 今泉俊昭                        | クラウン      | CW-1055    |
| 79  | 1970年 12月25日 | A面  | ついて来るかい                                          | 遠藤実                   | 遠藤実              | 只野通泰                        | クラウン      | CW-1112    |
| 79  | 1970年 12月25日 | B面  | すたれ者                                                | 間和多留                 | 越純平              | 只野通泰                        | クラウン      | CW-1112    |
| 80  | 1971年 2月25日  | A面  | にっぽん無宿                                            | 永井ひろし               | 小松美穂            | 安藤実親                        | クラウン      | CW-1121    |
| 80  | 1971年 2月25日  | B面  | さよなら さよなら さよなら                              | 永井ひろし               | 永井ひろし          | 安藤実親                        | クラウン      | CW-1121    |
| 81  | 1971年 8月25日  | A面  | ごめんね                                                | 遠藤実                   | 遠藤実              | 只野通泰                        | クラウン      | CW-1173    |
| 81  | 1971年 8月25日  | B面  | これが愛なのさ                                          | 丹古晴己                 | 叶弦大              | 安藤実親                        | クラウン      | CW-1173    |
| 82  | 1971年 10月25日 | A面  | 純子                                                    | 遠藤実                   | 遠藤実              | 只野通泰                        | クラウン      | CW-1190    |
| 82  | 1971年 10月25日 | B面  | 夜の阿呆鳥                                              | 大矢弘子                 | サトウ進一          | 土持城夫                        | クラウン      | CW-1190    |
| 83  | 1972年 6月20日  | A面  | 俺が憎けりゃうらみなよ                                  | 遠藤実                   | 遠藤実              | 只野通泰                        | クラウン      | CW-1247    |
| 83  | 1972年 6月20日  | B面  | 北国へおまえと帰ろう                                    | 稲葉爽秋                 | 只野通泰            | 只野通泰                        | クラウン      | CW-1247    |
| 84  | 1972年 7月20日  | A面  | 北帰行                                                  | 宇田博                   | 宇田博              | 春見俊介                        | クラウン      | CW-1253Q   |
| 84  | 1972年 7月20日  | B面  | 惜別の唄                                                | 島崎藤村                 | 藤江英輔            | 春見俊介                        | クラウン      | CW-1253Q   |
| 85  | 1972年 8月20日  | A面  | 哀歌                                                    | 西沢爽                   | 瀬戸善明            | 小山恭弘                        | クラウン      | CW-1261    |
| 85  | 1972年 8月20日  | B面  | 愛してごめんね                                          | 大矢弘子                 | 只野通泰            | 只野通泰                        | クラウン      | CW-1261    |
| 86  | 1972年 11月20日 | A面  | オロロン慕情                                            | 遠藤実                   | 遠藤実              | 小山恭弘                        | クラウン      | CW-1300    |
| 86  | 1972年 11月20日 | B面  | 麻衣子                                                  | 関沢新一                 | 遠藤実              | 小山恭弘                        | クラウン      | CW-1300    |
| 87  | 1973年 9月20日  | A面  | 夜明けの船で                                            | 丹古晴己                 | 小山恭弘            | 小山恭弘                        | クラウン      | CW-1363    |
| 87  | 1973年 9月20日  | B面  | ゆるしておくれよ                                        | 丹古晴己                 | 小山恭弘            | 小山恭弘                        | クラウン      | CW-1363    |
| 88  | 1974年 4月25日  | A面  | もどって来たのかい                                      | 遠藤実                   | 遠藤実              | 斉藤恒夫                        | クラウン      | CW-1415    |
| 88  | 1974年 4月25日  | B面  | 波止場唄                                                | 遠藤実                   | 遠藤実              | 斉藤恒夫                        | クラウン      | CW-1415    |
| 89  | 1974年 9月25日  | A面  | 恋すすき                                                | 関沢新一                 | 遠藤実              | 只野通泰                        | クラウン      | CW-1444    |
| 89  | 1974年 9月25日  | B面  | 氷雨                                                    | 鳥井実                   | 遠藤実              | 只野通泰                        | クラウン      | CW-1444    |
| 90  | 1975年 1月25日  | A面  | 昔の名前で出ています                                    | 星野哲郎                 | 叶弦大              | 斉藤恒夫                        | クラウン      | CW-1470    |
| 90  | 1975年 1月25日  | B面  | 夕子                                                    | 星野哲郎                 | 叶弦大              | 原田良一                        | クラウン      | CW-1470    |
| 91  | 1975年 6月25日  | A面  | ゴルフショー歌                                          | 星野哲郎                 | 叶弦大              | 川口真                          | クラウン      | CW-1489    |
| 91  | 1975年 6月25日  | B面  | 夕陽にささげる歌                                        | 星野哲郎                 | 叶弦大              | 高田弘                          | クラウン      | CW-1489    |
| 92  | 1975年 9月5日   | A面  | ひとり暮らしが淋しくて                                  | 山口洋子                 | 森田公一            | 竜崎孝路                        | クラウン      | CW-1508    |
| 92  | 1975年 9月5日   | B面  | ホームシックブルース                                    | 山口洋子                 | 森田公一            | 竜崎孝路                        | クラウン      | CW-1508    |
| 93  | 1976年 2月25日  | A面  | ショーがないね節                                        | 高田ひろお               | 首藤正毅            | 原田良一                        | クラウン      | CW-1547    |
| 93  | 1976年 2月25日  | B面  | お前ひとすじ                                            | 鳥井実                   | サトウ進一          | 斉藤恒夫                        | クラウン      | CW-1547    |
| 94  | 1976年 5月25日  | A面  | 泣いて昔が返るなら                                      | 星野哲郎                 | 叶弦大              | 斉藤恒夫                        | クラウン      | CW-1565    |
| 94  | 1976年 5月25日  | B面  | 女房きどり                                              | 星野哲郎                 | 叶弦大              | 斉藤恒夫                        | クラウン      | CW-1565    |
| 95  | 1976年 9月25日  | A面  | 世間                                                    | 鳥井実                   | 叶弦大              | 斉藤恒夫                        | クラウン      | CW-1588    |
| 95  | 1976年 9月25日  | B面  | 北流記                                                  | アベ・イチロー           | 叶弦大              | 斉藤恒夫                        | クラウン      | CW-1588    |
| 96  | 1977年 1月25日  | A面  | 北へ                                                    | 石坂まさを               | 叶弦大              | 竜崎孝路                        | クラウン      | CW-1605    |
| 96  | 1977年 1月25日  | B面  | ゆきこ                                                  | 石坂まさを               | 叶弦大              | 竜崎孝路                        | クラウン      | CW-1605    |
| 97  | 1977年 7月7日   | A面  | さすらいの道                                            | 伊藤アキラ               | 森田公一            | 森田公一                        | クラウン      | CW-1670    |
| 97  | 1977年 7月7日   | B面  | 旅路                                                    | 星野哲郎                 | 叶弦大              | 斉藤恒夫                        | クラウン      | CW-1670    |
| 98  | 1977年 10月25日 | A面  | もう一度一から出なおします                              | 星野哲郎                 | 叶弦大              | 斉藤恒夫                        | クラウン      | CW-1700    |
| 98  | 1977年 10月25日 | B面  | 俺とおまえ                                              | 星野哲郎                 | 叶弦大              | 安形和巳                        | クラウン      | CW-1700    |
| 99  | 1978年 2月25日  | A面  | 夢ん中                                                  | 阿久悠                   | 森田公一            | EDISON                          | クラウン      | CW-1723    |
| 99  | 1978年 2月25日  | B面  | 愁冬歌                                                  | 丹古晴己                 | 中川博之            | 安形和巳                        | クラウン      | CW-1723    |
| 100 | 1978年 3月25日  | A面  | 霧の都会                                                | ちあき哲也               | 叶弦大              | 小杉仁三                        | クラウン      | CW-1730    |
| 100 | 1978年 3月25日  | B面  | 7のテーマ (インストゥルメンタル)                        | -                        | 小杉仁三            | 小杉仁三                        | クラウン      | CW-1730    |
| 101 | 1978年 5月25日  | A面  | 私の名前が変わります                                    | 星野哲郎                 | 叶弦大              | 馬飼野康二                      | クラウン      | CW-1740    |
| 101 | 1978年 5月25日  | B面  | 私もいろいろありました                                  | 野村浩二                 | 野村浩二            | 安形和巳                        | クラウン      | CW-1740    |
| 102 | 1978年 9月25日  | A面  | 北海岸                                                  | 丹古晴己                 | 中川博之            | 神山純                          | クラウン      | CW-1777    |
| 102 | 1978年 9月25日  | B面  | 岬の秋                                                  | 丹古晴己                 | 中川博之            | 神山純                          | クラウン      | CW-1777    |
| 103 | 1979年 3月5日   | A面  | 哀愁列島                                                | 杉紀彦                   | 遠藤実              | 斉藤恒夫                        | クラウン      | CW-1830    |
| 103 | 1979年 3月5日   | B面  | 終着駅のない女                                          | 星野哲郎                 | 叶弦大              | 小杉仁三                        | クラウン      | CW-1830    |
| 104 | 1979年 4月25日  | A面  | 赤いトラクター                                          | 能勢英男                 | 米山正夫            | 小杉仁三                        | クラウン      | CW-1835    |
| 104 | 1979年 4月25日  | B面  | 東京銀座は他人町                                        | 能勢英男                 | 米山正夫            | 小杉仁三                        | クラウン      | CW-1835    |
| 105 | 1979年 9月25日  | A面  | おまえに逢いたい                                        | 丹古晴己                 | 船村徹              | 栗田俊夫                        | クラウン      | CW-1870    |
| 105 | 1979年 9月25日  | B面  | さすらい酒                                              | 丹古晴己                 | 船村徹              | 栗田俊夫                        | クラウン      | CW-1870    |
| 106 | 1979年 10月25日 | A面  | デカンショ酒場                                          | 桑名賢一 榎戸孝雄        | 桜井稔 小杉仁三     | 小杉仁三                        | クラウン      | CW-1880    |
| 106 | 1979年 10月25日 | B面  | (カラオケ)                                              | -                        | 桜井稔 小杉仁三     | 小杉仁三                        | クラウン      | CW-1880    |
| 107 | 1979年 11月25日 | A面  | 漁港列島                                                | 能勢英男                 | 米山正夫            | 小杉仁三                        | クラウン      | CW-1885    |
| 107 | 1979年 11月25日 | B面  | 名酒節                                                  | 黒田純                   | 叶弦大              | 重松岩雄                        | クラウン      | CW-1885    |
| 108 | 1980年 1月25日  | A面  | わかれの演歌                                            | 山田孝雄                 | 叶弦大              | 斉藤恒夫                        | クラウン      | CW-1890    |
| 108 | 1980年 1月25日  | B面  | 流れ草の唄                                              | 山田孝雄                 | 叶弦大              | 斉藤恒夫                        | クラウン      | CW-1890    |
| 109 | 1980年 2月25日  | A面  | 女房きどり                                              | 星野哲郎                 | 叶弦大              | 斉藤恒夫                        | クラウン      | CW-1905    |
| 109 | 1980年 2月25日  | B面  | おれ                                                    | 星野哲郎                 | 叶弦大              | 馬飼野康二                      | クラウン      | CW-1905    |
| 110 | 1980年 6月5日   | A面  | やどかり                                                | ちあき哲也               | 叶弦大              | 竜崎孝路                        | クラウン      | CWA-2      |
| 110 | 1980年 6月5日   | B面  | 寒椿                                                    | ちあき哲也               | 叶弦大              | 竜崎孝路                        | クラウン      | CWA-2      |
| 111 | 1980年 6月25日  | A面  | 日暮れ・行き暮れ                                        | 村田さち子               | 寺内タケシ          | 寺内タケシ                      | クラウン      | CWA-5      |
| 111 | 1980年 6月25日  | B面  | 小さな名刺                                              | 小谷夏                   | 滝伸二              | 神山純一                        | クラウン      | CWA-5      |
| 112 | 1980年 8月25日  | A面  | あざみ白書                                              | 阿久悠                   | 小林亜星            | 伊藤雪彦                        | クラウン      | CWA-25     |
| 112 | 1980年 8月25日  | B面  | やせがまん                                              | 阿久悠                   | 小林亜星            | 伊藤雪彦                        | クラウン      | CWA-25     |
| 113 | 1980年 10月25日 | A面  | みだれ雲                                                | 阿木燿子                 | 宇崎竜童            | 服部克久                        | クラウン      | CWA-40     |
| 113 | 1980年 10月25日 | B面  | 望郷篇                                                  | 宇崎竜童                 | 宇崎竜童            | 服部克久                        | クラウン      | CWA-40     |
| 114 | 1981年 12月25日 | A面  | 思いやり                                                | なかにし礼               | 藤崎良              | 大和圭太郎                      | ポリドール    | 7DX-1141   |
| 114 | 1981年 12月25日 | B面  | 俺の敗けだよ                                            | なかにし礼               | 藤崎良              | 大和圭太郎                      | ポリドール    | 7DX-1141   |
| 115 | 1982年 4月5日   | A面  | お世話になったあの人へ                                  | 中山大三郎               | 城賀イサム          | 中林慶一                        | ポリドール    | 7DX-1151   |
| 115 | 1982年 4月5日   | B面  | ふるさと帰行                                            | 中山大三郎               | 城賀イサム          | 中林慶一                        | ポリドール    | 7DX-1151   |
| 116 | 1982年 9月1日   | A面  | 泣いた数だけ倖せに                                      | 中村泰士                 | 中村泰士            | 馬飼野俊一                      | ポリドール    | 7DX-1194   |
| 116 | 1982年 9月1日   | B面  | 時雨坂                                                  | 喜多條忠                 | 徳久広司            | 斉藤恒夫                        | ポリドール    | 7DX-1194   |
| 117 | 1983年 2月25日  | A面  | 最后にもひとつ                                          | 喜多條忠                 | 大野克夫            | 斉藤恒夫                        | ポリドール    | 7DX-1225   |
| 117 | 1983年 2月25日  | B面  | 金鳳花                                                  | 東海林良                 | 大野克夫            | 斉藤恒夫                        | ポリドール    | 7DX-1225   |
| 118 | 1983年 12月1日  | A面  | おまえと出直そう                                        | 遠藤実                   | 遠藤実              | 斉藤恒夫                        | ポリドール    | 7DX-1272   |
| 118 | 1983年 12月1日  | B面  | 夢帰行                                                  | 遠藤実                   | ドボルザーク        | 斉藤恒夫                        | ポリドール    | 7DX-1272   |
| 119 | 1984年 3月25日  | A面  | 星海峡                                                  | 高田ひろお               | 安治行              | 斉藤恒夫                        | ポリドール    | 7DX-1290   |
| 119 | 1984年 3月25日  | B面  | ゆき子は銀座を離れます                                  | 中野たかし               | 杉本真人            | 小杉仁三                        | ポリドール    | 7DX-1290   |
| 120 | 1984年 11月25日 | A面  | 水たまり                                                | 高田ひろお               | 杉本真人            | 斉藤恒夫                        | ポリドール    | 7DX-1344   |
| 120 | 1984年 11月25日 | B面  | 波止場にて                                              | 山下秀美                 | 杉本真人            | 斉藤恒夫                        | ポリドール    | 7DX-1344   |
| 121 | 1985年 10月25日 | A面  | 望郷さすらい港町                                        | 高田ひろお               | 杉本真人            | 斉藤恒夫                        | ポリドール    | 7DX-1394   |
| 121 | 1985年 10月25日 | B面  | 雪子の止まり木あなたです                                | 高田ひろお               | 杉本真人            | 斉藤恒夫                        | ポリドール    | 7DX-1394   |
| 122 | 1985年 12月1日  | A面  | 熱き心に                                                | 阿久悠                   | 大瀧詠一            | 大瀧詠一 前田憲男               | ポリドール    | 7DX-1404   |
| 122 | 1985年 12月1日  | B面  | さらば冬のカモメ                                        | 東海林良                 | 大野克夫            | 中林慶一                        | ポリドール    | 7DX-1404   |
| 123 | 1986年 11月20日 | A面  | 旅空夜空〜言うもはずかし〜                              | 阿久悠                   | 宇崎竜童            | 若草恵                          | ポリドール    | 7DX-1465   |
| 123 | 1986年 11月20日 | B面  | 風の旅人                                                | 星川裕二                 | 若草恵              | 若草恵                          | ポリドール    | 7DX-1465   |
| 124 | 1987年 2月10日  | A面  | 駅                                                      | 阿久悠                   | 大野克夫            | 若草恵                          | ポリドール    | 7DX-1475   |
| 124 | 1987年 2月10日  | B面  | ハーモニカの詩                                          | 阿久悠                   | 吉田拓郎            | 若草恵                          | ポリドール    | 7DX-1475   |
| 125 | 1987年 9月25日  | A面  | 古城の月                                                | 阿久悠                   | 小椋佳              | 萩田光雄                        | ポリドール    | 7DX-1522   |
| 125 | 1987年 9月25日  | B面  | 曼珠沙華                                                | 阿久悠                   | 大野克夫            | 若草恵                          | ポリドール    | 7DX-1522   |
| 126 | 1988年 1月1日   | A面  | 昭和舟歌                                                | いではく                 | 遠藤実              | 薗広昭                          | ポリドール    | 7DX-1540   |
| 126 | 1988年 1月1日   | B面  | 哀しみが 笑い話になる日まで                             | 遠藤実 いではく 白鳥園枝 | 遠藤実              | 薗広昭                          | ポリドール    | 7DX-1540   |
| 127 | 1988年 4月25日  | A面  | 五月雨ワルツ                                            | 浅木しゅん               | 杉本真人            | 前田俊明                        | ポリドール    | 7DX-1550   |
| 127 | 1988年 4月25日  | B面  | おんなの天気図                                          | 浅木しゅん               | 杉本真人            | 前田俊明                        | ポリドール    | 7DX-1550   |
| 128 | 1989年 9月25日  | 01   | 夜の旅人                                                | さいとう大三             | 叶弦大              | 斉藤恒夫                        | ポリドール    | HOOP-40035 |
| 128 | 1989年 9月25日  | 02   | ああ 旅路                                               | たきのえいじ             | 叶弦大              | 宮崎慎二                        | ポリドール    | HOOP-40035 |
| 129 | 1990年 4月25日  | 01   | やどかりの歌                                            | 星野哲郎                 | 四方章人            | 宮崎慎二                        | ポリドール    | PODH-1004  |
| 129 | 1990年 4月25日  | 02   | 雨の石段                                                | 中山大三郎               | うすいよしのり      | 小杉仁三                        | ポリドール    | PODH-1004  |
| 129 | 1991年 12月21日 | 01   | 雪散華                                                  | 西村賢三                 | 西村賢三            | 宮崎慎二                        | ポリドール    | PODH-1062  |
| 129 | 1991年 12月21日 | 02   | 陽だまり                                                | ちあき哲也               | 若草恵              | 宮崎慎二                        | ポリドール    | PODH-1062  |
| 130 | 1993年 9月22日  | 01   | あれから                                                | 阿久悠                   | 鈴木キサブロー      | 川村栄二                        | Sony Records  | SRDL-3734  |
| 130 | 1993年 9月22日  | 02   | ララバイを歌いつづけて                                  | 阿久悠                   | 鈴木キサブロー      | 川村栄二                        | Sony Records  | SRDL-3734  |
| 131 | 1995年 2月22日  | 01   | 腕に虹だけ                                              | 内館牧子                 | ひうら一帆          | 川村栄二                        | Sony Records  | SRDL-3877  |
| 131 | 1995年 2月22日  | 02   | 夕陽                                                    | 内館牧子                 | ひうら一帆          | 今泉敏郎                        | Sony Records  | SRDL-3877  |
| 132 | 1995年 10月21日 | 01   | アキラのジーンときちゃうぜ                              | 小林旭 白土謙二          | 井上大輔            | 東京スカパラ ダイスオーケストラ | Sony Records  | SRDL-4077  |
| 132 | 1995年 10月21日 | 02   | アキラのジーンときちゃうぜ (Remix version"Rolling30's") | 小林旭 白土謙二          | 井上大輔            | 櫻井映子                        | Sony Records  | SRDL-4077  |
| 133 | 1996年 12月1日  | 01   | 乾いた花びら                                            | 阿久悠                   | 浜圭介              | 今泉敏郎                        | Sony Records  | SRDL-4274  |
| 133 | 1996年 12月1日  | 02   | so-dane                                                 | 阿久悠                   | 井上大輔            | NGO                             | Sony Records  | SRDL-4274  |
| 134 | 1997年 6月21日  | 01   | 惚れた女が死んだ夜は                                    | みなみ大介               | 杉本真人            | 伊戸のりお                      | Sony Records  | SRDL-4384  |
| 134 | 1997年 6月21日  | 02   | つばめ                                                  | 内館牧子                 | 桜田誠一            | 今泉敏郎                        | Sony Records  | SRDL-4384  |
| 135 | 1999年 2月20日  | 01   | どんでん                                                | ちあき哲也               | 徳久広司            | 小野寺忠和                      | Sony Records  | SRDL-4606  |
| 135 | 1999年 2月20日  | 02   | 風花                                                    | ちあき哲也               | 徳久広司            | 南郷達也                        | Sony Records  | SRDL-4606  |
| 136 | 2001年 6月21日  | 01   | 昭和恋唄                                                | 阿久悠                   | 谷村新司            | 萩田光雄                        | ガウス        | GRDE-63    |
| 136 | 2001年 6月21日  | 02   | 熱き心に                                                | 阿久悠                   | 大瀧詠一            | 萩田光雄                        | ガウス        | GRDE-63    |
| 137 | 2002年 5月22日  | 01   | 酒挽歌                                                  | たきのえいじ             | 浜圭介              | 今泉敏郎                        | ガウス        | GRDE-103   |
| 137 | 2002年 5月22日  | 02   | 夢のあとさき                                            | やしろよう               | 浜圭介              | 今泉敏郎                        | ガウス        | GRDE-103   |
| 138 | 2002年 10月23日 | 01   | 酒挽歌(キーアップSE入り)                                | たきのえいじ             | 浜圭介              | 今泉敏郎                        | ガウス        | GRCE-8     |
| 138 | 2002年 10月23日 | 02   | 夢のあとさき(キーアップ)                                | やしろよう               | 浜圭介              | 今泉敏郎                        | ガウス        | GRCE-8     |
| 139 | 2003年 5月21日  | 01   | からす                                                  | 仁井谷俊也               | 大谷明裕            | 竜崎孝路                        | ガウス        | GRDE-132   |
| 139 | 2003年 5月21日  | 02   | 無情時代                                                | 仁井谷俊也               | 大谷明裕            | 竜崎孝路                        | ガウス        | GRDE-132   |
| 140 | 2003年 11月21日 | 01   | 旅の酒〜放浪編〜                                        | 荒木とよひさ             | 叶弦大              | 前田俊明                        | クラウン      | CRCN-1115  |
| 140 | 2003年 11月21日 | 02   | 旅の酒〜望郷編〜                                        | 荒木とよひさ             | 叶弦大              | 前田俊明                        | クラウン      | CRCN-1115  |
| 141 | 2004年 10月6日  | 01   | 翔歌                                                    | 阿久悠                   | 宇崎竜童            | 宮崎慎二                        | ガウス        | GRCA-33    |
| 141 | 2004年 10月6日  | 02   | 野生よもどれ                                            | 阿久悠                   | 宇崎竜童            | 宮崎慎二                        | ガウス        | GRCA-33    |
| 142 | 2005年 7月21日  | 01   | THEアキラ節 〜マイトガイ・ヒット・パレード〜            | -                        | -                   | 宮川泰 溝淵新一郎               | クラウン      | CRCN-1204  |
| 143 | 2006年 6月7日   | 01   | アキラのもったいない音頭                                | 水木れいじ               | 叶弦大              | 萩田光雄                        | 徳間 ジャパン | TKCA-90117 |
| 143 | 2006年 6月7日   | 02   | ショーがないね節                                        | 高田ひろお               | 首藤正毅            | 萩田光雄 原田良一               | 徳間 ジャパン | TKCA-90117 |
| 144 | 2007年 9月5日   | 01   | 折紙人生                                                | 小林旭                   | 小林旭              | 森園勝敏 小林孝至               | マイトガイ    | GGMG-0001  |
| 145 | 2008年 6月4日   | 01   | 酒場恋唄                                                | 遠藤実                   | 遠藤実              | 伊戸のりお                      | クラウン      | CRCN-1358  |
| 145 | 2008年 6月4日   | 02   | いのちの女                                              | 遠藤実                   | 遠藤実              | 庄司龍                          | クラウン      | CRCN-1358  |
| 146 | 2009年 7月8日   | 01   | ジダンダ!                                               | 深見東州                 | 深見東州            | [ 注釈 10 ]                     | テンプラ      | TPJP-2068  |
| 146 | 2009年 7月8日   | 02   | 福岡帰行                                                | 深見東州                 | 深見東州            | [ 注釈 10 ]                     | テンプラ      | TPJP-2068  |
| 147 | 2010年 4月21日  | 01   | 遠き昭和の…                                             | 高田ひろお               | 杉本眞人            | 宮崎慎二                        | テイチク      | TECA-12227 |
| 147 | 2010年 4月21日  | 02   | 人生なんぼ節!                                           | 高田ひろお               | 杉本眞人            | 宮崎慎二                        | テイチク      | TECA-12227 |
| 148 | 2011年 8月24日  | 01   | 昭和・露地裏話                                          | 星野哲郎                 | 杉本眞人            | 蔦将包                          | テイチク      | TECA-12299 |
| 148 | 2011年 8月24日  | 02   | かすみ草の詩                                            | 星野哲郎                 | 杉本眞人            | 蔦将包                          | テイチク      | TECA-12299 |
| 149 | 2012年 6月20日  | 01   | 昭和・男道                                              | 宇山清太郎               | 四方章人            | 前田俊明                        | テイチク      | TECA-12350 |
| 149 | 2012年 6月20日  | 02   | 恋暦                                                    | さくらちさと 星川裕二    | 四方章人            | 前田俊明                        | テイチク      | TECA-12350 |
| 150 | 2013年 2月20日  | 01   | 素晴らしき哉人生                                        | 阿久悠                   | 鈴木キサブロー      | 若草恵                          | テイチク      | TECA-12418 |
| 150 | 2013年 2月20日  | 02   | 宵待歌                                                  | 阿久悠                   | 鈴木キサブロー      | 若草恵                          | テイチク      | TECA-12418 |
| 151 | 2014年 3月19日  | 01   | ひとりの女に                                            | さくらちさと             | 徳久広司            | 前田俊明                        | テイチク      | TECA-12510 |
| 151 | 2014年 3月19日  | 02   | さすらいの旅路                                          | 星川裕二                 | 徳久広司            | 前田俊明                        | テイチク      | TECA-12510 |
| 152 | 2015年 9月2日   | 01   | 風の守唄                                                | さくらちさと             | 浜圭介              | 矢野立美                        | 夢レコード    | YZYM-15022 |
| 152 | 2015年 9月2日   | 02   | 夢の切符                                                | さくらちさと             | 浜圭介              | 矢野立美                        | 夢レコード    | YZYM-15022 |
| 153 | 2016年 1月27日  | 01   | 時の旅人                                                | さくらちさと             | 鈴木キサブロー      | 宮崎慎二                        | 夢レコード    | YZYM-15031 |
| 153 | 2016年 1月27日  | 02   | 思い出たずねびと                                        | さくらちさと             | 鈴木キサブロー      | 宮崎慎二                        | 夢レコード    | YZYM-15031 |
| 154 | 2018年 2月28日  | 01   | 人生思い出橋                                            | さくらちさと             | 鈴木キサブロー      | 宮崎慎二                        | 夢レコード    | YZYM-15064 |
| 154 | 2018年 2月28日  | 02   | 風の旅人                                                | 星川裕二                 | 若草恵              | 佐藤和豊                        | 夢レコード    | YZYM-15064 |

#### デュエット・シングル
| 発売日         | デュエット | 曲順 | タイトル                          | 作詞                    | 作曲           | 編曲     | レーベル   | 規格品番   |
| -------------- | ---------- | ---- | --------------------------------- | ----------------------- | -------------- | -------- | ---------- | ---------- |
| 1966年 5月1日  | 坂芳子     | A面  | かけ橋音頭                        | 淡路総合開発 促進協議会 | 叶弦大         | 安田彫花 | クラウン   | CW-487     |
| 2011年 8月24日 | 八代亜紀   | 01   | クレオパトラの夢                  | ちあき哲也              | 鈴木キサブロー | 宮崎慎二 | テイチク   | TECA-12347 |
| 2011年 8月24日 | -          | 02   | 惚れた女が死んだ夜は (歌：小林旭) | みなみ大介              | 杉本眞人       | 佐藤和豊 | テイチク   | TECA-12347 |
| 2014年 9月3日  | 浅丘ルリ子 | 01   | いとしいとしというこころ          | 阿久悠                  | 鈴木キサブロー | 川村栄二 | 夢レコード | YZYM-15001 |
| 2014年 9月3日  | -          | 02   | 夢のかたみに (歌：小林旭)         | 阿久悠                  | 鈴木キサブロー | 川村栄二 | 夢レコード | YZYM-15001 |

### アルバム

#### オリジナル・アルバム
| 発売日         | タイトル                                 | レーベル     | 規格 | 規格品番   |
| -------------- | ---------------------------------------- | ------------ | ---- | ---------- |
| 1958年10月     | 小林旭 歌のアルバム                      | コロムビア   | LP   | AL-115     |
| 1959年12月     | マイトガイ小林旭大いに歌う               | コロムビア   | LP   | AL-182     |
| 1960年7月      | マイトガイとびあるく                     | コロムビア   | LP   | AL-217     |
| 1960年8月      | アキラのズンドコ節                       | コロムビア   | LP   | AL-230     |
| 1960年12月     | アキラのおてもやん                       | コロムビア   | LP   | AL-250     |
| 1961年6月20日  | アキラの童謡集                           | コロムビア   | LP   | AL-3043    |
| 2004年6月23日  | アキラの童謡集                           | コロムビア   | CD   | COCA-70296 |
| 1961年8月      | アキラのストトン節                       | コロムビア   | LP   | AL-295     |
| 1961年10月     | アキラの哀愁物語                         | コロムビア   | LP   | AL-304     |
| 1962年2月      | アキラとウエスターン                     | コロムビア   | LP   | AL-340     |
| 1962年4月      | アキラでツイスト                         | コロムビア   | LP   | AL-353     |
| 1962年6月      | アキラの惜別の唄                         | コロムビア   | LP   | AL-368     |
| 1963年1月      | 小林旭の秋の銀座                         | コロムビア   | LP   | AL-420     |
| 1964年9月      | 小林旭の花のステージ                     | コロムビア   | LP   | ALS-4051   |
| 1965年6月      | 小林旭ヒット・パレード                   | クラウン     | LP   | LW-5040    |
| 1967年12月     | 落日－小林旭ヒット集－                   | クラウン     | LP   | GW-5009    |
| 1969年6月      | 旭の網走番外地－小林旭愛唱集－           | クラウン     | LP   | GW-5080    |
| 1970年3月      | 月に吠える歌－小林旭巷の唄－             | クラウン     | LP   | GW-5130    |
| 1971年2月      | にっぽん無宿－アキラの流れ者人生－       | クラウン     | LP   | GW-6033    |
| 1971年8月      | アキラの兵隊ソング                       | クラウン     | LP   | GW-6047    |
| 2005年8月31日  | アキラの兵隊ソング                       | クラウン     | CD   | DICR-2001  |
| 1971年8月      | ごめんね・ついて来るかい                 | クラウン     | LP   | GW-6050    |
| 1971年11月     | 純子－小林旭夜に唄う－                   | クラウン     | LP   | GW-6055    |
| 2005年8月31日  | 純子－小林旭夜に唄う－                   | クラウン     | CD   | DICR-2002  |
| 1971年12月     | 知床旅情・北帰行－小林旭・叙情歌集－     | クラウン     | LP   | GW-6066    |
| 1972年3月      | 夜の巷で…                                | クラウン     | LP   | GW-7022Q   |
| 1972年12月     | オロロン慕情                             | クラウン     | LP   | GW-7043    |
| 1973年6月      | アキラの流れ唄                           | クラウン     | LP   | GW-6118    |
| 1974年5月      | 男の哀愁をうたう                         | クラウン     | LP   | GW-6153    |
| 1974年8月      | 黒い傷痕のブルース                       | クラウン     | LP   | GW-6161    |
| 1975年1月      | 昔の名前で出ています                     | クラウン     | LP   | GW-6164    |
| 2005年8月31日  | 昔の名前で出ています                     | クラウン     | CD   | DICR-2003  |
| 1976年         | 男の哀愁                                 | クラウン     | LP   | GW-6181    |
| 1977年         | 哀愁－北へ・昔の名前で出ています－       | クラウン     | LP   | GW-6197    |
| 1977年         | 抒情歌謡をうたう－北帰行・北へ－         | クラウン     | LP   | GW-6207    |
| 1977年         | 果てしなき旅－オリジナル作品集－         | クラウン     | LP   | GWS-18     |
| 1979年         | 哀愁列島 十二人の女たち                  | クラウン     | LP   | GWS-94     |
| 1982年         | お世話になったあの人へ                   | ポリドール   | LP   | 28MX-1093  |
| 1982年         | 盛り場12章                               | ポリドール   | LP   | 28MX-1109  |
| 1982年         | さすらい12章                             | ポリドール   | LP   | 28MX-1110  |
| 1985年5月25日  | 望郷・さすらい・港町〜我が心の水たまり〜 | ポリドール   | LP   | 28MX-1208  |
| 1985年5月25日  | 望郷・さすらい・港町〜我が心の水たまり〜 | ポリドール   | CD   | H33P-20021 |
| 1993年9月26日  | 望郷・さすらい・港町〜我が心の水たまり〜 | ポリドール   | CD   | POCH-1272  |
| 1986年2月25日  | 熱き心に オリジナル・ベストヒット        | ポリドール   | LP   | 28MX-1234  |
| 1986年9月25日  | 旅空夜空－熱き心に－                     | ポリドール   | LP   | 28MX-1248  |
| 1986年10月10日 | 旅空夜空－熱き心に－                     | ポリドール   | CD   | H33P-20105 |
| 1988年1月1日   | 旭                                       | ポリドール   | CD   | H33P-20232 |
| 1993年11月21日 | あれから                                 | Sony Records | CD   | SRCL-2798  |
| 1993年11月21日 | アキラ・ザ・グレート                     | Sony Records | CD   | SRCL-2799  |
| 1996年4月1日   | アキラ節 アキラのジーンとパラダイス      | Sony Records | CD   | SRCL-3452  |
| 2007年12月5日  | KEEP ON RISING CHANGE THE STREAM         | マイトガイ   | CD   | GGMG-0002  |
| 2009年2月4日   | ジダンダ!                                | マイトガイ   | CD   | TA-2266    |

#### ライブ・アルバム
| 発売日         | タイトル                                                | レーベル     | 規格 | 規格品番       |
| -------------- | ------------------------------------------------------- | ------------ | ---- | -------------- |
| 1977年         | さすらいの道 小林旭オン・ステージ                       | クラウン     | LP   | GWS-1043〜44   |
| 1978年         | 小林旭オン・ステージ－男は明日へ－                      | クラウン     | LP   | GWS-1085〜86   |
| 2006年10月4日  | 小林旭オン・ステージ－男は明日へ－                      | クラウン     | CD   | CRCN-40988～89 |
| 1985年12月10日 | 芸能生活30周年記念 小林旭リサイタル〜雑草・人生・男道〜 | ポリドール   | LP   | 40MX-1228～29  |
| 1985年12月10日 | 芸能生活30周年記念 小林旭リサイタル〜雑草・人生・男道〜 | ポリドール   | CD   | H33P-20055     |
| 2006年10月4日  | 芸能生活30周年記念 小林旭リサイタル〜雑草・人生・男道〜 | ユニバーサル | CD   | UPCY-6269～70  |
| 1993年9月26日  | 小林旭リサイタル〜熱き心に〜                            | ポリドール   | CD   | POCH-1271      |

#### カバー・アルバム
| 発売日         | タイトル                                         | レーベル     | 規格 | 規格品番   |
| -------------- | ------------------------------------------------ | ------------ | ---- | ---------- |
| 1987年8月25日  | 日本のうた〜あの頃、あの時、なつかしの抒情歌集〜 | ポリドール   | LP   | 28MX-1276  |
| 1987年8月25日  | 日本のうた〜あの頃、あの時、なつかしの抒情歌集〜 | ポリドール   | CD   | H33P-20172 |
| 1995年11月22日 | 日本の名曲                                       | Sony Records | CD   | SRCL-3439  |

#### ベスト・アルバム
| 発売日         | タイトル                                    | レーベル          | 規格品番       |
| -------------- | ------------------------------------------- | ----------------- | -------------- |
| 1986年12月21日 | 帰って来た小林旭 日活映画主題歌集           | コロムビア        | 32CA-1324      |
| 1986年12月21日 | 帰って来た小林旭 アキラのダンチョネ節       | コロムビア        | 32CA-1325      |
| 1987年12月5日  | 小林旭I                                     | クラウン          | ZV-42          |
| 1987年12月5日  | 小林旭II                                    | クラウン          | ZV-43          |
| 1988年12月21日 | 昭和抒情歌集                                | クラウン          | ZV-88          |
| 1999年1月21日  | 昭和抒情歌集                                | クラウン          | CRCN-40598     |
| 1995年3月24日  | ベストヒット全曲集                          | Sony Records      | SRCL-3189      |
| 1995年11月22日 | ベストヒット全曲集2                         | Sony Records      | SRCL-3440      |
| 1996年11月1日  | ベストヒット全曲集3                         | Sony Records      | SRCL-3683      |
| 1997年2月21日  | ベストヒット全曲集4                         | Sony Records      | SRCL-3753      |
| 1997年10月21日 | 歌手デビュー40周年記念 オリジナルベスト55   | コロムビア        | COCA-14564〜66 |
| 1997年11月1日  | ベストヒット全曲集5                         | Sony Records      | SRCL-4068      |
| 2000年9月21日  | ゴールデンベスト35                          | クラウン          | CRCN-40684〜85 |
| 2001年7月25日  | アニバーサリー45                            | ガウス            | GRCE-1014      |
| 2002年2月21日  | アキラ1 民謡&俗謡集                         | コロムビア        | COCP-31757     |
| 2019年1月23日  | アキラ1 民謡&俗謡集                         | コロムビア        | COCP-40683     |
| 2002年2月21日  | アキラ2 ポップス&カバー集                   | コロムビア        | COCP-31758     |
| 2019年1月23日  | アキラ2 ポップス&カバー集                   | コロムビア        | COCP-40684     |
| 2002年2月21日  | アキラ3 主題歌&ヒット集                     | コロムビア        | COCP-31759     |
| 2019年1月23日  | アキラ3 主題歌&ヒット集                     | コロムビア        | COCP-40685     |
| 2002年2月21日  | アキラ4 ユーモア・ソング集                  | クラウン          | CRCN-40769     |
| 2003年11月26日 | GOLDEN☆BEST 小林旭                          | ユニバーサル      | UICZ-6040      |
| 2004年8月25日  | GOLDEN☆BEST 小林旭 マイト・ガイ・デラックス | クラウン          | CRCN-20305〜06 |
| 2005年1月13日  | 50th Anniversary 全曲集〜翔歌〜             | ガウス            | GRCE-1047      |
| 2005年1月26日  | 小林旭コンプリートシングルズVol.1           | コロムビア        | COCP-33069〜70 |
| 2005年1月26日  | 小林旭コンプリートシングルズVol.2           | コロムビア        | COCP-33071〜72 |
| 2005年4月27日  | 小林旭コンプリートシングルズVol.3           | クラウン          | CRCN-40909〜10 |
| 2005年4月27日  | 小林旭コンプリートシングルズVol.4           | クラウン          | CRCN-40911〜12 |
| 2005年5月25日  | 小林旭マイトガイトラックスVol.1             | コロムビア        | COCP-33207〜08 |
| 2005年5月25日  | 小林旭マイトガイトラックスVol.2             | コロムビア        | COCP-33209〜10 |
| 2005年5月25日  | 小林旭マイトガイトラックスVol.3             | クラウン          | CRCN-40918〜19 |
| 2005年7月21日  | 小林旭コンプリートシングルズVol.5           | クラウン          | CRCN-40925〜27 |
| 2005年8月3日   | 小林旭コンプリートシングルズVol.6           | ユニバーサル      | UPCY-6088〜89  |
| 2005年8月3日   | 小林旭コンプリートシングルズVol.7           | Sony Music Direct | MHCL-577〜78   |
| 2005年8月24日  | 小林旭コンプリートシングルズVol.8           | ガウス            | GRCE-1051      |
| 2005年9月14日  | 小林旭 CD&DVD THE BEST                      | ユニバーサル      | UPCY-6097      |
| 2007年8月22日  | エッセンシャル・ベスト〜コロムビア編〜      | コロムビア        | COCP-34473     |
| 2007年8月22日  | エッセンシャル・ベスト〜ポリドール編〜      | ユニバーサル      | UPCY-9123      |
| 2007年12月19日 | エッセンシャル・ベスト                      | Sony Music Direct | MHCL-1257      |
| 2009年1月28日  | GOLDEN☆BEST 小林旭 ヒット全曲集             | Sony Music Direct | MHCL-1473〜74  |
| 2009年2月18日  | 決定盤 小林旭大全集                         | コロムビア        | COCP-35437〜38 |
| 2013年4月17日  | 小林旭ニュー・ベスト〜素晴らしき哉人生〜    | テイチク          | TECE-3151      |

#### CD-BOX
| 発売日        | タイトル                             | レーベル | 規格品番       |
| ------------- | ------------------------------------ | -------- | -------------- |
| 1996年10月9日 | 小林旭大全集                         | クラウン | CRCN-50060〜64 |
| 2001年12月1日 | 小林旭大全集                         | クラウン | CRCN-50106〜10 |
| 2004年8月25日 | 小林旭大全集 渡り鳥 AKIRA 50 HISTORY | クラウン | CRCN-50120〜24 |
| 2014年5月7日  | 小林旭の世界                         | クラウン | CRCN-50157〜61 |

### 映像作品

#### ライブ
| 発売日        | タイトル                                        | レーベル | 規格 | 規格品番 |
| ------------- | ----------------------------------------------- | -------- | ---- | -------- |
| 2005年6月21日 | 小林旭 50周年記念コンサート                     | 日活     | DVD  | DVW-1    |
| 2005年6月21日 | 小林旭 50周年記念コンサート コンプリートDVD-BOX | 日活     | DVD  | DVW-2    |

#### テレビ
| 発売日        | タイトル                                | レーベル | 規格 | 規格品番 |
| ------------- | --------------------------------------- | -------- | ---- | -------- |
| 2016年2月24日 | ビッグショー 小林旭 男が生きる哀しみは… | クラウン | DVD  | CRBN-48  |

### タイアップ曲
| 年     | 楽曲                       | タイアップ                                                 |
| ------ | -------------------------- | ---------------------------------------------------------- |
| 1958年 | 女を忘れろ                 | 映画『女を忘れろ』主題歌                                   |
| 1959年 | パパの歩いた道             | 映画『嵐を呼ぶ友情』主題歌                                 |
| 1959年 | 俺に逆らうな               | 映画『俺は挑戦する』主題歌                                 |
| 1959年 | 地獄船                     | 映画『二連銃の鉄』主題歌                                   |
| 1959年 | ダイナマイトが百五十屯     | 映画『二連銃の鉄』挿入歌                                   |
| 1959年 | 銀座旋風児                 | 映画『銀座旋風児』主題歌                                   |
| 1959年 | ギターを持った渡り鳥       | 映画『ギターを持った渡り鳥』主題歌                         |
| 1959年 | 波止場の無法者             | 映画『波止場の無法者』主題歌                               |
| 1960年 | 口笛が流れる港町           | 映画『口笛が流れる港町』主題歌                             |
| 1960年 | やくざの詩                 | 映画『やくざの詩』主題歌                                   |
| 1960年 | ダンチョネ節               | 映画『海から来た流れ者』主題歌                             |
| 1960年 | おけさ数え唄               | 映画『渡り鳥いつまた帰る』主題歌                           |
| 1960年 | 鹿児島おはら節             | 映画『海を渡る波止場の風』主題歌                           |
| 1960年 | ズンドコ節                 | 映画『海を渡る波止場の風』挿入歌                           |
| 1960年 | アキラの会津磐梯山         | 映画『赤い夕陽の渡り鳥』主題歌                             |
| 1960年 | ノーチヨサン節             | 映画『東京の暴れん坊』主題歌                               |
| 1960年 | さすらい                   | 映画『南海の狼火』主題歌                                   |
| 1960年 | アキラのホイホイ節         | 映画『南海の狼火』挿入歌                                   |
| 1960年 | アキラのツーレロ節         | 映画『南海の狼火』挿入歌                                   |
| 1960年 | アキラのソーラン節         | 映画『大草原の渡り鳥』主題歌                               |
| 1961年 | アキラのブンガワンソロ     | 映画『波濤を越える渡り鳥』主題歌                           |
| 1961年 | アキラのデカンショ         | 映画『でかんしょ風来坊』主題歌                             |
| 1961年 | アキラのおいとこ節         | 映画『風に逆らう流れ者』主題歌                             |
| 1961年 | 思い出した思い出した       | 映画『太陽、海を染めるとき』主題歌                         |
| 1961年 | 流れもの                   | 映画『大森林に向って立つ』主題歌                           |
| 1961年 | 惜別の唄                   | 映画『惜別の歌』主題歌                                     |
| 1962年 | サーカスの唄               | 映画『さすらい』主題歌                                     |
| 1962年 | ダヒル・サヨ               | 映画『遥かなる国の歌』主題歌                               |
| 1962年 | 俺もゆくから君もゆけ       | 映画『渡り鳥故郷へ帰る』主題歌                             |
| 1962年 | 流浪の唄                   | 映画『地獄の夜は真紅だぜ』主題歌                           |
| 1962年 | アキラでボサ・ノバ         | 映画『歌う暴れん坊』主題歌                                 |
| 1963年 | 俺は地獄の部隊長           | 映画『俺は地獄の部隊長』主題歌                             |
| 1963年 | とかくこの世は住みにくい   | 映画『銀座の次郎長』主題歌                                 |
| 1964年 | 花と怒涛                   | 映画『花と怒濤』主題歌                                     |
| 1965年 | 口笛の凍る町               | 映画『拳銃無頼帖 流れ者の群れ』主題歌                      |
| 1965年 | 無国籍者の唄               | 映画『野郎に国境はない』主題歌                             |
| 1966年 | 泣くなさすらい             | 映画『俺にさわると危ないぜ』主題歌                         |
| 1966年 | 旅の灯り                   | 映画『不敵なあいつ』主題歌                                 |
| 1967年 | ギター片手に               | 映画『命しらずのあいつ』主題歌                             |
| 1967年 | 涙の恋の物語               | 映画『命しらずのあいつ』挿入歌                             |
| 1967年 | 落日                       | 映画『対決』主題歌                                         |
| 1968年 | 赤道を駈ける男             | 映画『赤道を駈ける男』主題歌                               |
| 1969年 | 旅心                       | 映画『やくざ渡り鳥 悪党稼業』主題歌                        |
| 1970年 | ついて来るかい             | 映画『ネオン警察 女は夜の匂い』主題歌                      |
| 1978年 | 夢ん中                     | テレビ朝日系ドラマ『必殺商売人』主題歌                     |
| 1978年 | 夢ん中                     | テレビ朝日系ドラマ『必殺からくり人・富嶽百景殺し旅』主題歌 |
| 1978年 | 霧の都会                   | 映画『多羅尾伴内』主題歌                                   |
| 1979年 | 赤いトラクター             | 『ヤンマー』CMソング                                       |
| 1980年 | みだれ雲                   | フジテレビ系ドラマ『旅がらす事件帖』主題歌                 |
| 1981年 | 思いやり                   | 日本テレビ系ドラマ『幻之介世直し帖』主題歌                 |
| 1985年 | 熱き心に                   | AGF『マキシム』CMソング                                    |
| 1987年 | 駅                         | テレビ朝日系『ニュースステーション・日本の駅』テーマソング |
| 1991年 | 雪散華                     | 映画『修羅の伝説』主題歌                                   |
| 1995年 | 腕に虹だけ                 | 日本テレビ系ドラマ『寝たふりしてる男たち』主題歌           |
| 1995年 | アキラのジーンときちゃうぜ | 『サントリーホワイト25』CMソング                           |
| 1996年 | 乾いた花びら               | TBS系ドラマ「いのちの現場から4」主題歌                     |

## 映像作品
- 小林旭50周年記念コンサート（2005年）

## 著作
- 内館牧子と：徹夜対談・いつもロンリーだった（1995年）講談社文庫
- さすらい （2001年）新潮社 ／（2004年）新潮文庫
- 熱き心に （2004年）双葉社
- 永遠のマイトガイ 小林旭（2011年）たちばな出版
- マイトガイは死なず 小林旭回顧録（2024年）文藝春秋